# Умершие в сентябре 2016 года
Это список известных людей, соответствующих установленным критериям значимости (см. Википедия:Критерии значимости персоналий), умерших в сентябре 2016 года.
Причина смерти указывается лишь в исключительных случаях (убийство, самоубийство, гибель в результате военных действий, смертная казнь, ДТП или несчастные случаи). В остальных случаях — не указывается.

### 30 сентября
- Бенуа, Тед (69) — художник комиксов и сценарист[1].
- Брэнд, Оскар (96) — американский фолк-певец и композитор[2].
- Тоуэлл, Майк (25) — британский боксёр[3].
- Харнден, Артур (92) — американский легкоатлет, победитель летних летних Олимпийских игр в Лондоне (1948)[4].
- Баррис, Джордж (94) — американский фотограф и фотожурналист[5].

### 29 сентября

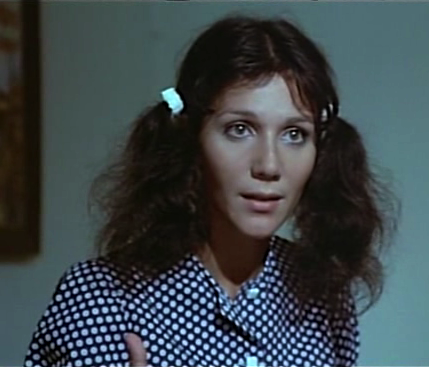
Лаура Троссель

- Дефенсор-Сантьяго, Мириам (71) — филиппинский государственный деятель, юрист, сенатор парламента (1995—2001, 2004—2016), кандидат в президенты страны[6].
- Маллой, Ларкин (62) — американский актёр[7].
- Огнянова, Юлия (93) — болгарский театральный режиссёр[8].
- Пинаев, Евгений Иванович (83) — советский и российский художник, писатель и путешественник, иллюстратор книг Владислава Крапивина; лауреат Премии имени Д. Н. Мамина-Сибиряка (2002)[9][10].
- Троскель, Лаура (71) — итальянская актриса[11][12].
- Эмери, Энн (86) — британская актриса[13].

### 28 сентября

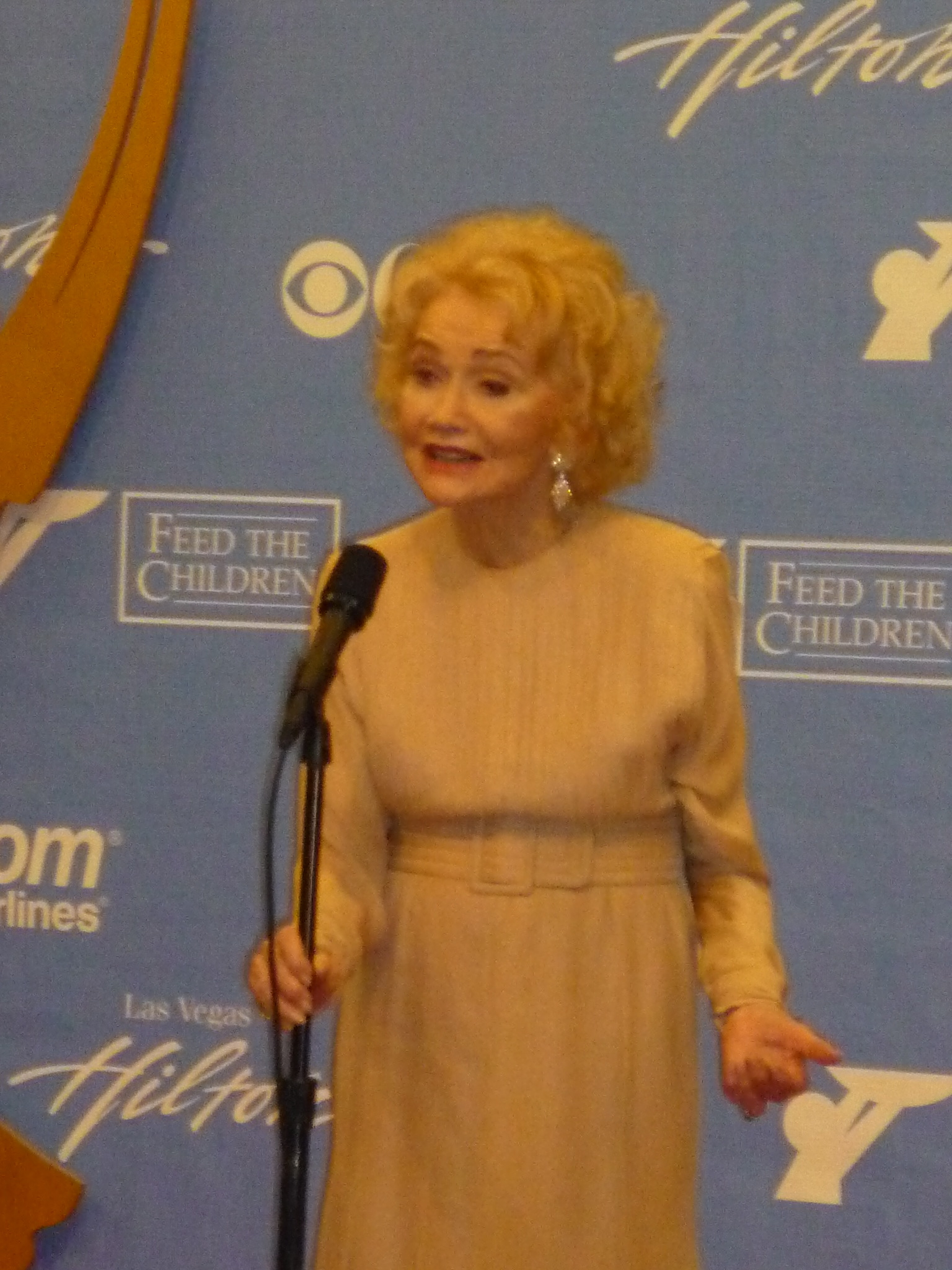
Агнес Никсон

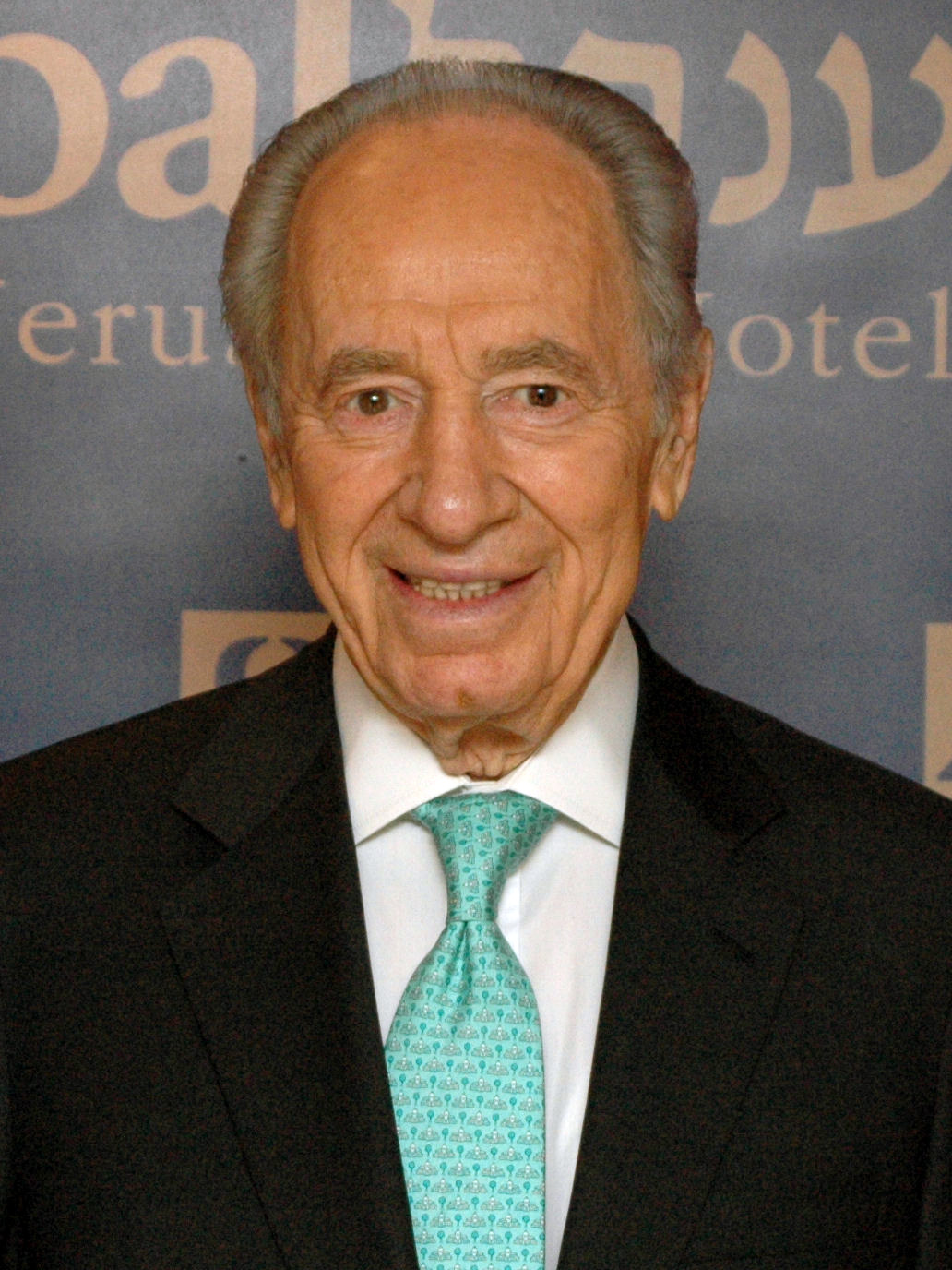
Шимон Перес

- Гласберг, Гари (50) — американский кинопродюсер[14].
- Миркович, Сретен (58) — югославский и сербский боксёр, чемпион Югославии и мира[15].
- Нейлор, Глория (66) — американская писательница[16].
- Нелипович, Гарри Игнатьевич (71) — советский и российский композитор, звукорежиссёр, музыкальный редактор и телеведущий[17].
- Никсон, Агнес (88) — американский продюсер, сценарист и актриса[18].
- Перес, Шимон (93) — израильский государственный деятель, премьер-министр (1977, 1984—1986, 1995—1996) и президент (2007—2014) Израиля, лауреат Нобелевской премии мира (1994)[19].
- Смирнов, Владимир Иванович (92) — советский и российский писатель и краевед [20].
- Турьянов, Альфрет Хабибович (76) — советский, российский и башкирский учёный в области медицины и организатор здравоохранения, министр здравоохранения Башкирии (1987—1995), народный депутат РСФСР (1990—1993)[21].
- Фризе, Вернер (70) — немецкий футболист[22].
- Чамсулвараев, Чамсулвара Багомедович (32) — российский и азербайджанский борец вольного стиля, чемпион Европы в Вильнюсе (2009); убит в результате контртеррористической операции[23].

### 27 сентября

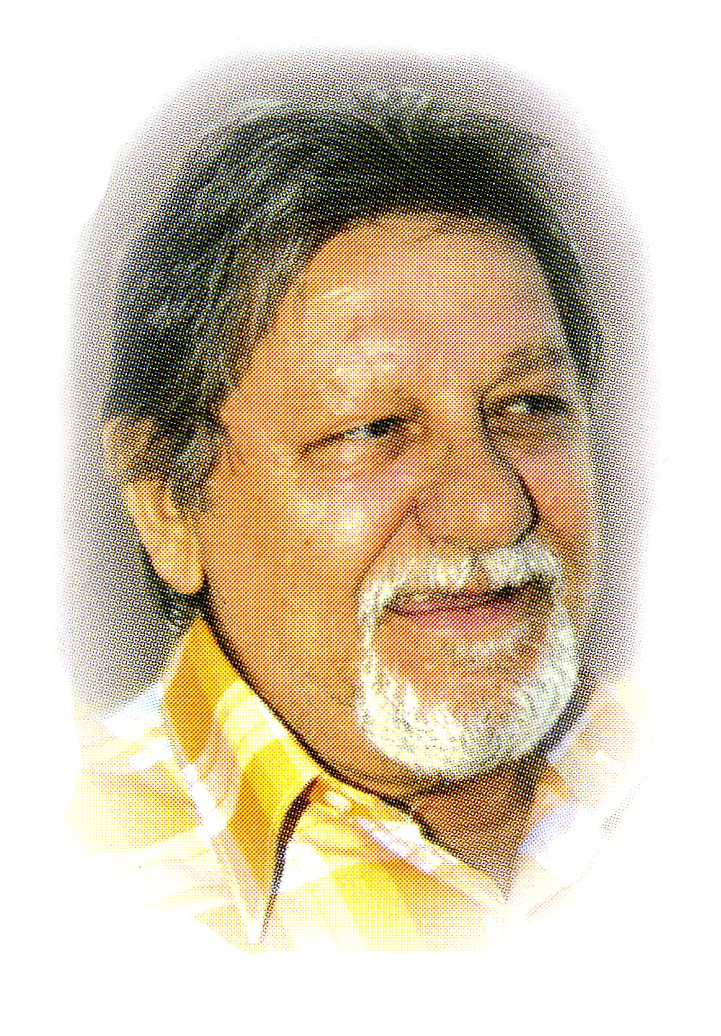
Себастьян Папаяни

- Амузегар, Джамшид (93) — иранский государственный деятель, премьер-министр Ирана (1977—1978)[24].
- Земцов, Евгений Николаевич (76) — советский и российский башкирский композитор, заслуженный деятель искусств БАССР[25].
- Игебаев, Абдулхак Хажмухаметович (86) — советский и российский башкирский поэт, прозаик, народный поэт Башкортостана, заслуженный работник культуры Российской Федерации[26].
- Лаптев, Игорь Константинович (84) — советский и российский дипломат, Чрезвычайный и Полномочный Посол СССР и Российской Федерации в Восточной Республике Уругвай (1987—1993)[27].
- Манчева, Найда (94) — болгарская ткачиха, Герой Социалистического Труда Болгарии, депутат Народного Собрания Болгарии трёх созывов[28].
- Мильчуков, Николай Яковлевич (77) — советский и российский художник[29].
- Оссио, Луис (86) — боливийский государственный деятель, вице-президент Боливии (1989—1993)[30].
- Папаяни, Себастьян (80) — румынский актёр театра и кино[31].
- Попов, Юрий Петрович (75) — советский и российский математик, член-корреспондент РАН (1997)[32].
- Хак, Сайед Шамсул (80) — бангладешский поэт[33].
- Шах, Ханнан (74) — бангладешский государственный и военный деятель, министр джута (2001—2006)[34].
- Шульце, Чарльз (91) — американский экономист[35].

### 26 сентября

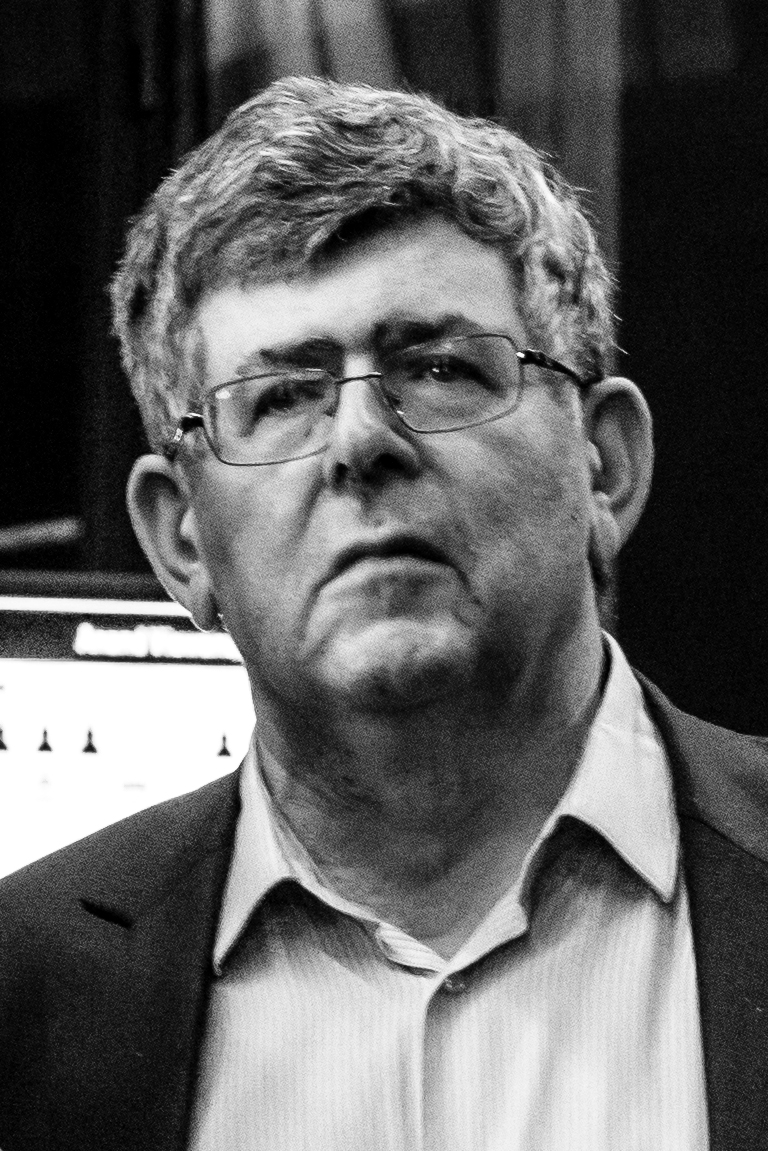
Марк Дворецкий

- Дворецкий, Марк Израилевич (68) — советский и российский шахматист, заслуженный тренер СССР[36].
- Дюмулен, Ипполит Ипполитович (89) — советский и российский экономист-международник, заслуженный деятель науки России[37].
- Киррейн, Джек (88) — американский хоккеист, чемпион зимних Олимпийских игр в Скво-Вэлли (1960)[38].
- Коншин, Николай Сергеевич (62) — советский и российский театральный актёр, артист Смоленского государственного драматического театра им. А. С. Грибоедова, заслуженный артист Российской Федерации (1998)[39].
- Ли Гван Джон (52) — южнокорейский футболист и тренер, тренер сборной Южной Кореи по футболу, ставшей чемпионом Азиатских игр 2014[40].
- Льюис, Хершел Гордон (87) — американский режиссёр, сценарист и продюсер, мастер спецэффектов, композитор[41].
- Паску, Иоан Гюри (55) — румынский эстрадный певец, продюсер и актёр[42].
- Ружичка, Карел (76) — чешский джазовый пианист и педагог[43].
- Сизенко, Евгений Иванович (85) — советский учёный и государственный деятель, аграрник, первый секретарь Брянского обкома КПСС (1978—1984), академик РАН (2013), министр мясной и молочной промышленности СССР (1984—1985), вице-президент РАСХН (1990—2009)[44].
- Титов, Владимир Тихонович (65) — советский и российский учёный-филолог, доктор филологических наук, ректор Воронежского государственного университета (2006—2011), почётный работник высшего образования Российской Федерации[45].
- Хармац, Джозеф (91) — генеральный директор Всемирного союза ОРТ (1979—1993)[46][47].
- Форнони, Джакомо (76) — итальянский велогонщик, чемпион летних Олимпийских игр в Риме (1960)[48].
- Цветков, Валентин Александрович (68) — советский, белорусский и российский актёр Национального академического драматического театра имени Якуба Коласа и кино («Чёрная берёза», «Поединок», «Каменская», «Дети Ванюхина»)[49].
- Шпара, Игорь Петрович (80) — советский и украинский архитектор, народный архитектор Украины[50].

### 25 сентября

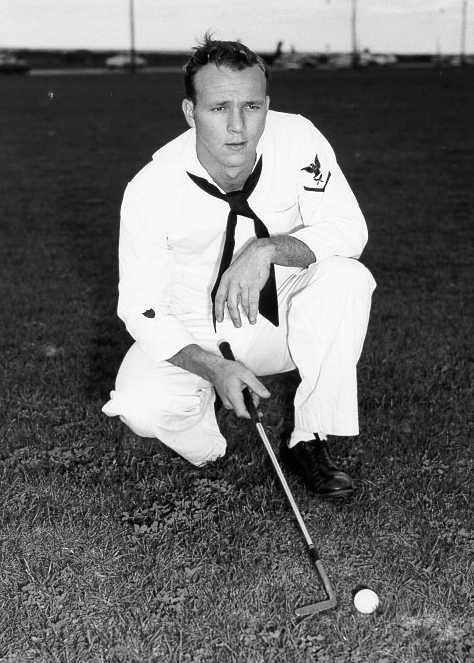
Арнольд Палмер

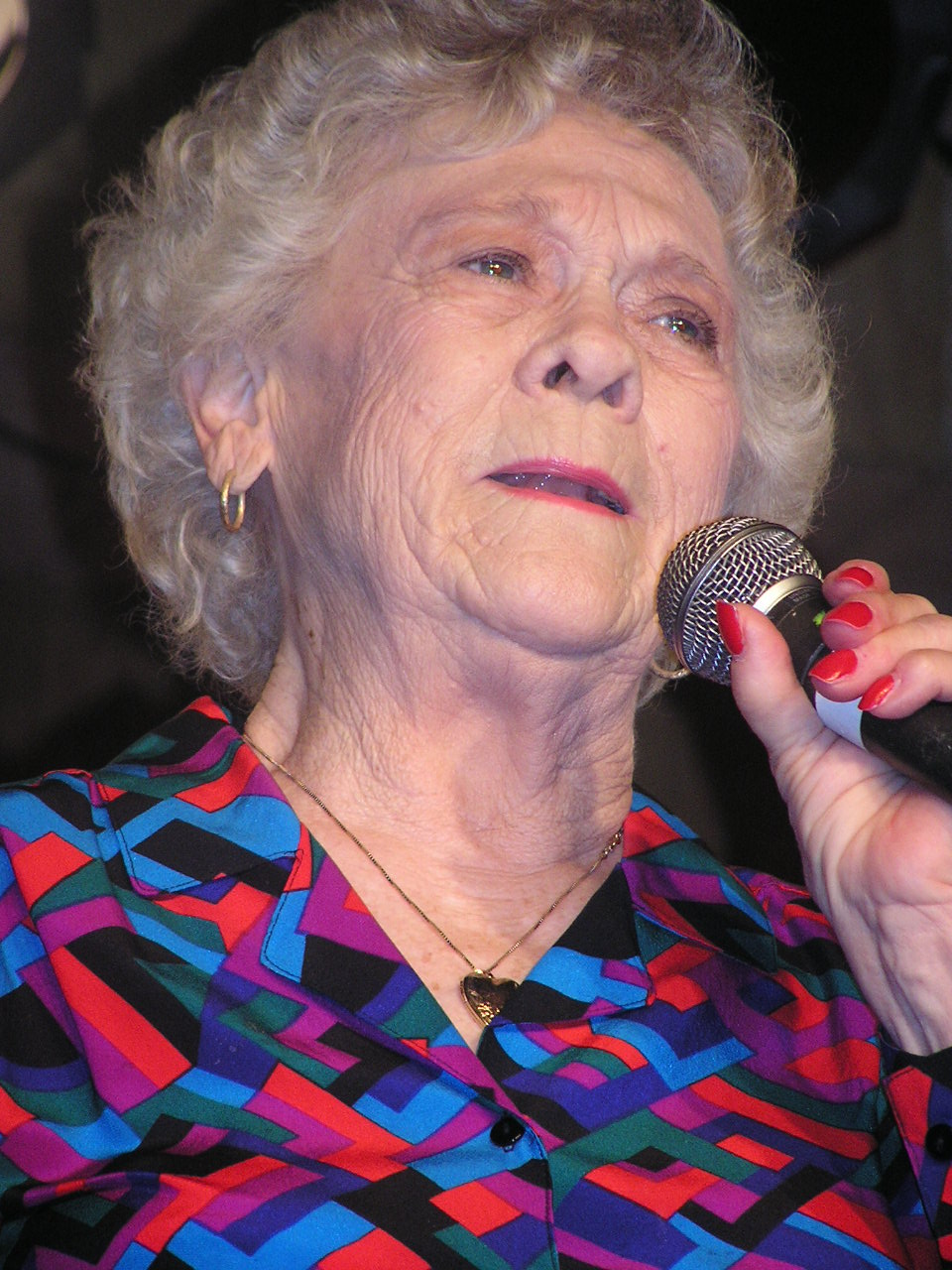
Джин Шепард

- Бурлакова, Елена Борисовна (81) — советский и российский биолог, доктор биологических наук, профессор, лауреат Государственных премий СССР и Российской Федерации[51].
- Гамидов, Магомед Халимбекович (85) — советский и российский дагестанский поэт, директор ГТРК «Дагестан» (1970—2002)[52].
- Гусманов, Узбек Гусманович (81) — российский учёный в области экономического механизма управления, член-корреспондент РАСХН (1997), член-корреспондент РАН (2014)[53].
- Злотников, Юрий Савельевич (86) — российский художник-абстракционист[54].
- Искаков, Борис Иванович (81) — российский учёный, основатель и первый президент Международной славянской академии наук[55][56]
- Лысов, Виктор Михайлович (68) — советский и российский тренер по легкой атлетике, заслуженный тренер России[57].
- Марич, Деян (25) — сербский велогонщик[58].
- Марсилья, Рене (57) — французский футболист, тренер, защитник, известный по выступлениям за клуб «Ницца» (1987—1994)[59].
- Миркович, Николай (65) — румынский военный деятель болгарского происхождения, резервный генерал армии Румынии, депутат парламента Румынии от резерва-николай-м/.
- Мурахтанов, Евгений Сергеевич (88) — советский и российский учёный, доктор сельскохозяйственных наук, ректор Брянского технологического института (1976—1988), заслуженный деятель науки Российской Федерации, почётный работник высшего профессионального образования России, заслуженный лесовод Российской Федерации[60].
- Падилья Арансибиа, Давид (89) — боливийский военачальник и государственный деятель, президент Боливии (1978—1979)[61].
- Палмер, Арнольд (87) — американский спортсмен, один из наиболее известных профессиональных гольфистов[62].
- Ситрюк, Жозеф (71) — главный раввин Франции (1987—2008)[63].
- Хаттар, Нахид (56) — иорданский писатель, журналист и политический активист; убийство[64].
- Шепард, Джин (82) — американская певица и автор песен[65].
- Шишков, Алексей Николаевич (69) — российский военный и политический деятель, член Совета Федерации от Краснодарского края (2003—2008), начальник управления ФСБ по Краснодарскому краю (1999—2003), генерал-лейтенант в отставке[66].
- Эверт, Наталия Владимировна (69) — советский и российский художник-дизайнер, заслуженный художник Российской Федерации (2006)[67].
- Эноксен, Хеннинг (80) — датский футболист, серебряный призёр летних Олимпийских игр в Риме (1960)[68].

### 24 сентября

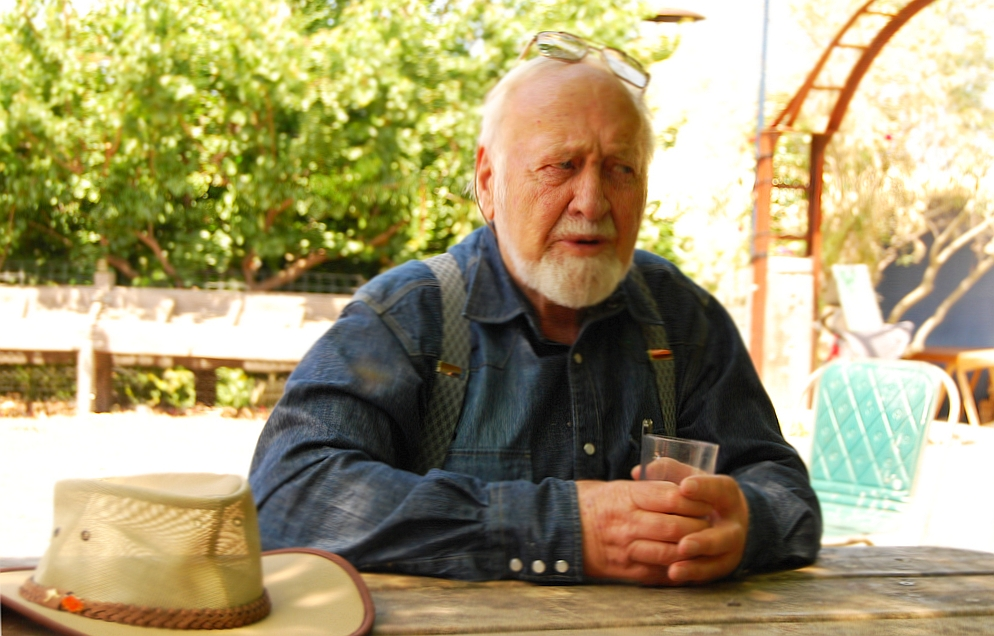
Билл Моллисон

- Бакуит Зайдеко (68) — американский аккордеонист и зайдеко музыкант[69][69]..
- Бутова, Алла Александровна (65) — советская и российская конькобежка и тренер, участница Зимних Олимпийских игр 1972 года в Саппоро[70].
- Гамбуччи, Андре (87) — американский хоккеист, серебряный призёр зимних Олимпийских игр в Осло (1952)[71].
- Ермолаев, Рафаэль Дмитриевич (85) — российский якутский поэт и прозаик, народный поэт Республики Саха (Якутия), лауреат Государственной премии Якутии им. П. А. Ойунского[72].
- Кроудин, Джеймс (88) — британский гребец академического стиля, победитель чемпионата Европы по академической гребле в Маконе (1951)[73].
- Мелькиор, Арне (91) — датский государственный деятель, министр транспорта (1982—1986), министр связи и туризма (1993—1994) (о смерти объявлено в тот день)[74].
- Модже, Клаус (79) — австралийский художник и педагог[75].
- Моллисон, Билл (88) — австралийский исследователь и натуралист[76].
- Нанн, Билл (62) — американский киноактёр и продюсер[77].
- Хармер, Йозеф (91) — литовский партизан периода Второй мировой войны, член партизанской бригады Аббы Ковнера (похороны состоялись в этот день)[78].
- Прохазка, Зденек (88) — чехословацкий футболист, игравший на позиции полузащитника[79].
- Цыпкалов, Геннадий Николаевич (43) — премьер-министр ЛНР (2014—2015); самоубийство[80].
- Чарльз, Мел (81) — валлийский футболист, игравший на позиции нападающего[81].
- Шмидт, Казимеж (79) — польский футболист[82].

### 23 сентября

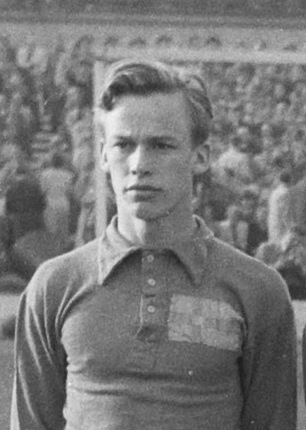
Ингве Бродд

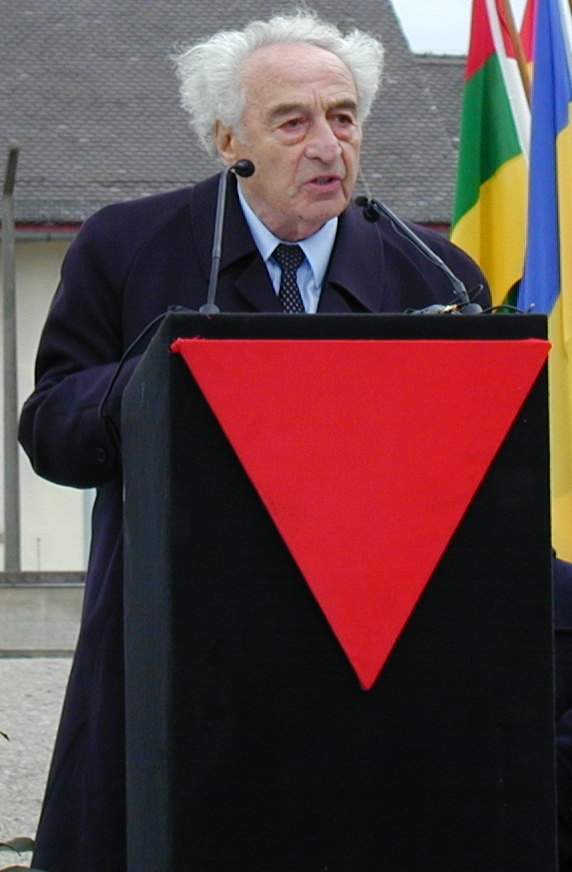
Макс Манхаймер

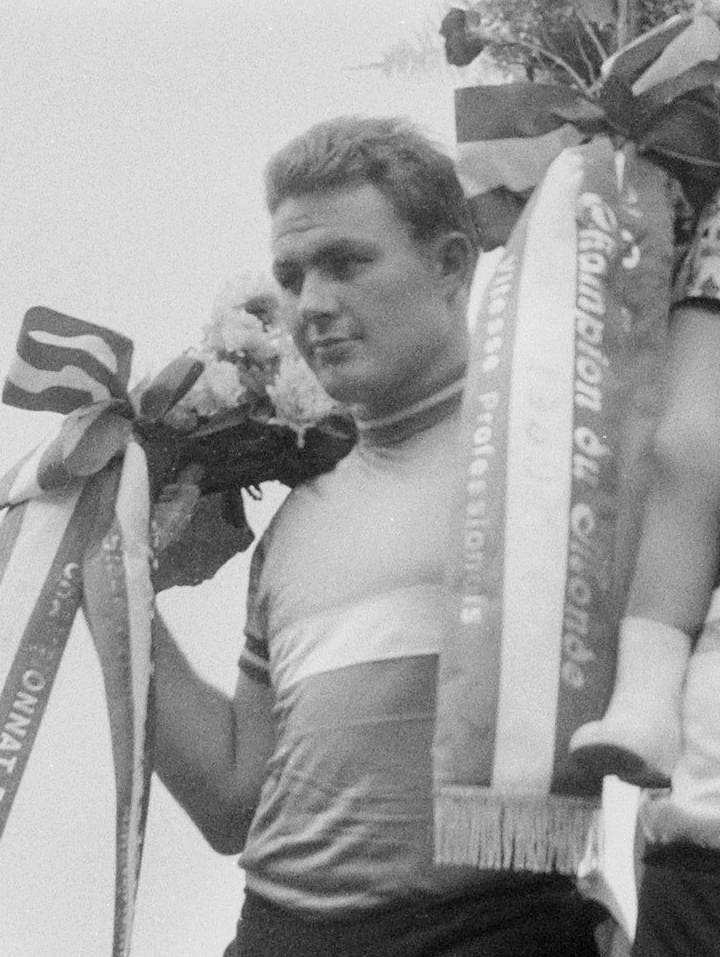
Мишель Руссо

- Артелеза, Марсель (78) — французский футболист, защитник, наиболее известный выступлениями за клуб «Монако» (1961—1966)[83].
- Бродд, Ингве (86) — шведский футболист и футбольный тренер, игрок национальной сборной, бронзовый призёр Олимпийских игр (1952)[84].
- Вацовски, Франтишек (90) — чешский хоккеист, чемпион мира 1949 года[85].
- Дефо, Фрэнсис (88) — канадская фигуристка, выступавшая в парном катании, серебряный призёр зимних Олимпийских игр в Кортина-д’Ампеццо (1956)[86].
- Захаров, Виталий Александрович (63) — российский организатор промышленности, генеральный директор ОАО «Газпром нефтехим Салават» (1997—1999); убит[87].
- Кривков, Алексей Алексеевич (64) — советский и российский дзюдоист и тренер по дзюдо, заслуженный тренер России, тренер Игоря Березницкого[88].
- Кузьмичёв, Владимир Владимирович (37) — российский футболист, нападающий команды ЦСКА; ДТП[89].
- Манхаймер, Макс (96) — немецкий писатель и художник, бывший узник Освенцима и Дахау[90].
- Осипов, Евгений Петрович (91) — советский и российский хирург, народный врач СССР (1980)[91].
- Пожичка, Пётр (?) — польский боксёр и тренер[92].
- Природин, Пётр Пантелеевич (62) — советский и российский хоккеист, игрок команд «Трактор» (Челябинск), «Динамо» (Москва), «Динамо» (Рига), мастер спорта СССР[93].
- Руссо, Мишель (80) — французский велогонщик, чемпион летних Олимпийских игр в Мельбурне (1956)[94].
- Тарковский, Анджей (83) — польский эмбриолог, лауреат премии Японии (2002)[95].
- Хома, Параска (82) — советская и украинская народная мастерица, заслуженный мастер народного творчества Украины[96].
- Эльштейн-Горчаков, Генрих Натанович (97) — советский и израильский писатель, литературовед[97].

### 22 сентября
- Аносов, Анатолий Иванович (80) — советский и российский художник и педагог[98].
- Арутюнян, Гамлет Арменакович (62) — советский и российский хирург-онколог и писатель[99].
- Брюханенко, Эдгар Дмитриевич (83) — советский и российский фотожурналист, фотокорреспондент ТАСС[100].
- Буш, Уолтер (85) — американский функционер, президент федерации хоккея США (1986—2003), основатель и первый президент клуба «Миннесота Норт Старз»[101].
- Гармаев, Владимир Болданович (71) — российский бурятский писатель, прозаик[102].
- Дагаев, Валид Шитаевич (76) — чеченский певец, музыкант, композитор, народный артист РСФСР (1988)[103].
- Дробиз, Герман Фёдорович (78) — советский и российский писатель и поэт, сценарист мультипликационного и художественного кино[104].
- Запашный, Мстислав Михайлович (78) — советский и российский цирковой артист-дрессировщик хищных животных, актёр («Ты и я») режиссёр, народный артист СССР (1990)[105].
- Малвани, Джон (90) — австралийский археолог, «отец австралийской археологии»[106].
- Ракобольская, Ирина Вячеславовна (96) — советский и российский физик, доктор физико-математических наук, профессор кафедры космических лучей и физики космоса физического факультета МГУ, заслуженный деятель науки РФ[107][неавторитетный источник][108].
- Ронди, Джан Луиджи (94) — итальянский кинематографист, сценарист и режиссёр, член жюри 12 и 15 Московских международных кинофестивалей[109].
- Черцов, Андрей Ефимович (99) — участник Великой Отечественной войны, Герой Советского Союза (1944)[110].

### 21 сентября
- Shawty Lo (40) — американский рэпер[111][112].
- Артур, Дональд (79) — американский киноактёр и киносценарист[113].
- Донскис, Леонидас (54) — литовский философ и публицист, историк идей, общественный деятель, в 2009—2014 член Европейского парламента[114].
- Лаудермилк, Джон (82) — американский автор-исполнитель, записывавшийся также под псевдонимом Johnny Dee[115].
- Раухала, Калерво (85) — финский борец греко-римского стиля, серебряный призёр летних Олимпийских игр в Хельсинки (1952)[116].
- Смирнов, Юрий Леонидович (74) — советский и российский хоккейный арбитр, судья международной категории по хоккею[117].
- Спицын, Юрий Алексеевич (55) — советский и российский тренер по боксу, заслуженный тренер Российской Федерации (1993)[118].
- Титов, Владислав Павлович (70) — советский и российский фотожурналист, фотокорреспондент ТАСС[119].

### 20 сентября

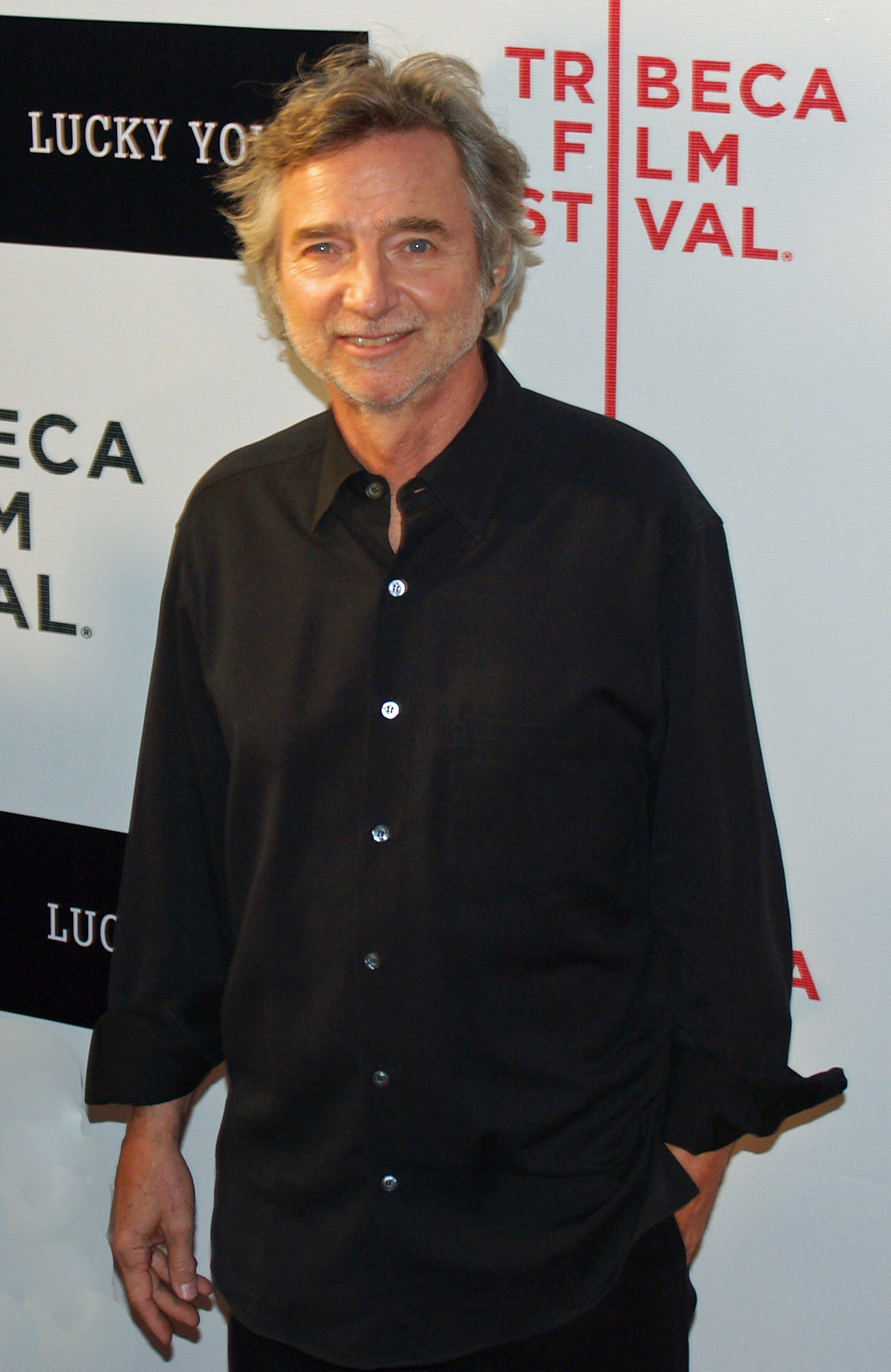
Кёртис Хэнсон

- Бруннквист, Курт (91) — шведский гребец академического стиля, бронзовый призёр чемпионата Европы по академической гребле в Маконе (1951)[120] Архивная копия от 17 апреля 2020 на Wayback Machine.
- Джерети, Питер Лео (104) — американский прелат, старейший епископ Римско-католической Церкви, архиепископ Ньюарка (1974—1986)[121].
- Контримавичюс, Витаутас (86) — советский и литовский гельминтолог, член-корреспондент РАН (1991; член-корреспондент АН СССР с 1970)[122].
- Кораблин, Юрий Вадимович (56) — российский политический деятель, мэр г. Химки (1996—2001), один из основателей баскетбольного и футбольного клубов «Химки»[123].
- Смирнова, Вера Ивановна (88) — советская и российская ткачиха, работница Камышинского хлопчатобумажного комбината, Герой Социалистического Труда (1966)[124].
- Филиппов, Сергей Петрович (80) — советский и российский кинооператор («Новенькая» и др.) и актёр («Пусть я умру, господи»), заслуженный артист РСФСР[125].
- Хан, Эрвин (95) — американский физик, открывший спиновое эхо и в соавторстве с С. Мак-Коллом самоиндуцированную прозрачность, лауреат премии Вольфа (физика) (1983/1984) и премии Комстока (1993)[126].
- Хэнсон, Кёртис (71) — американский режиссёр, сценарист и продюсер[127].
- Шейнман, Виктор (73) — американский изобретатель, один из пионеров робототехники, создатель Стэнфордской руки[128].

### 19 сентября

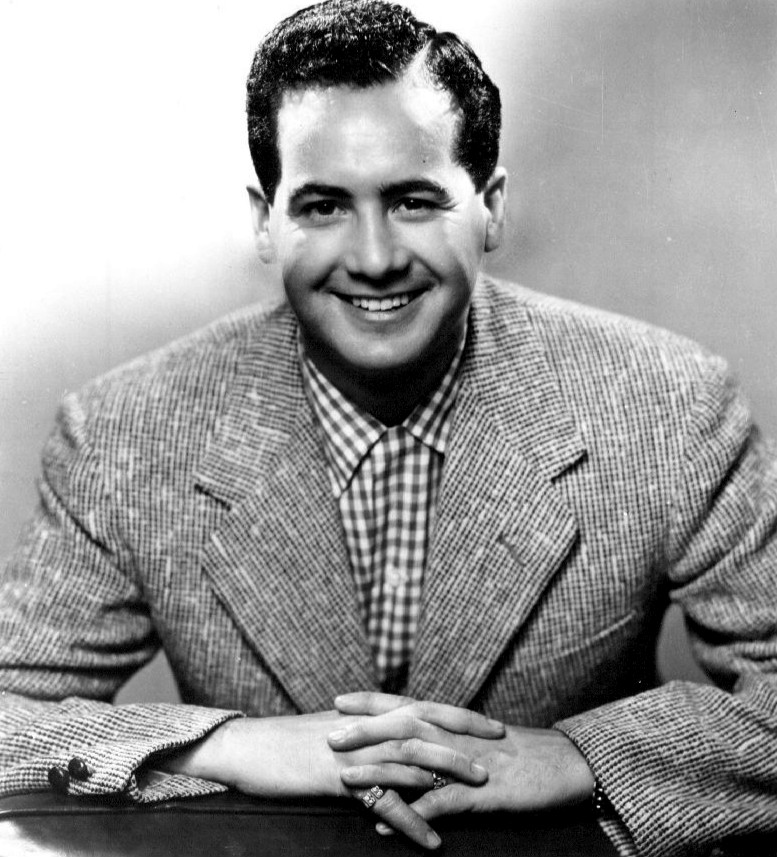
Бобби Брин

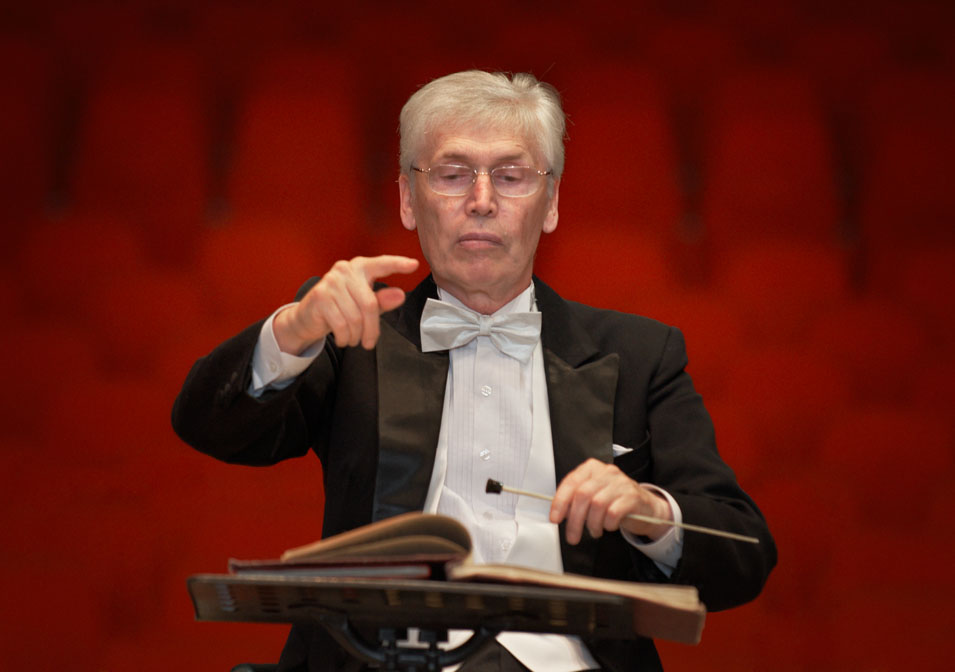
Эдуард Серов

- Брин, Бобби (88) — канадский актёр и певец[129].
- Вецнер, Анатолий Леонидович (85) — советский и украинский театральный режиссёр, режиссёр Харьковского академического русского театра драмы имени А. С. Пушкина[130].
- Гришин, Виктор Борисович (66) — российский музыкант и композитор, литаврист, солист оркестра Большого театра, заслуженный артист России (1993)[131].
- Жилин, Евгений Владимирович (40) — украинский общественный деятель, основатель и руководитель общественной организации «Оплот»; убийство[132].
- Карлссон, Ян Улоф (77) — шведский государственный деятель, министр по вопросам сотрудничества в целях развития, миграции и политики предоставления убежища Швеции (2002—2003), и. о. министра иностранных дел (2003)[133].
- Кескевич, Валерий Георгиевич (65) — советский и белорусский архитектор[134].
- Морено, Зерка (99) — американский психотерапевт, сооснователь метода психодрама, жена Якоба Морено[135].
- Рубинетти, Хорхе (71) — аргентинский шахматист; международный мастер[136].
- Серов, Эдуард Афанасьевич (79) — советский и российский дирижёр, педагог, народный артист РСФСР (1990)[137].
- Спаркс, Алистер (83) — южноафриканский журналист и писатель[138] Архивная копия от 2 апреля 2019 на Wayback Machine.
- Трахтенброт, Борис Авраамович (95) — советский и израильский математик[139].
- Янсен, Рейер (93) — нидерландский футболист[140].
- Янсонс, Юрис (77) — советский и латвийский физик, специалист в области механики полимеров[141].
- Аль-Хуссейни, Амин Юнус (86) — иорданский государственный деятель, и.о. министра иностранных дел Иордании (1963, 1964)[142].

### 18 сентября

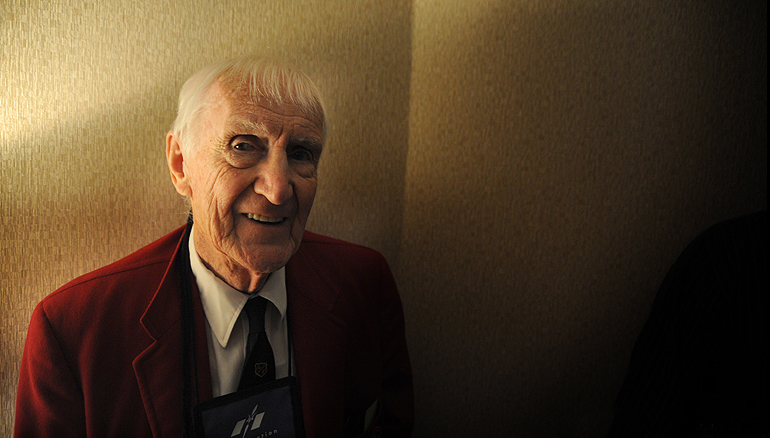
Дэвид Кайл

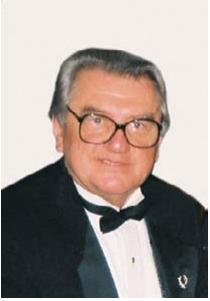
Андраш Прекопа

- Виноградов, Виктор Алексеевич (77) — российский лингвист, директор Института языкознания РАН (2001—2012), член-корреспондент РАН (2006)[143].
- Грант, Мэри (88) — ганский государственный деятель, министр образования и культуры (1991—1993)[144].
- Есауленко, Олег Николаевич (77) — советский и российский актёр Тульского академического театра драмы и кино («Ваш сын и брат», «Гражданин начальник»)[145].
- Кайл, Дэвид (97) — американский писатель[146].
- Климов, Анатолий Васильевич (82) — советский и российский композитор и педагог, заслуженный деятель искусств РСФСР[147].
- Коссе, Жан (85) — бельгийский архитектор[148].
- Крейгхед, Джон (100) — американский учёный-натуралист[149].
- Крокер, Клей Мартин (54) — американский актёр мультипликационных фильмов[150].
- Ли Хо Чул (84) — южнокорейский писатель[151].
- Прекопа, Андраш (87) — венгерский математик, соавтор неравенства Прекопа — Лейндлера[англ.][152].
- Циммерман, Вольфхарт (88) — немецкий физик, лауреат медали имени Макса Планка (1991)[153].

### 17 сентября

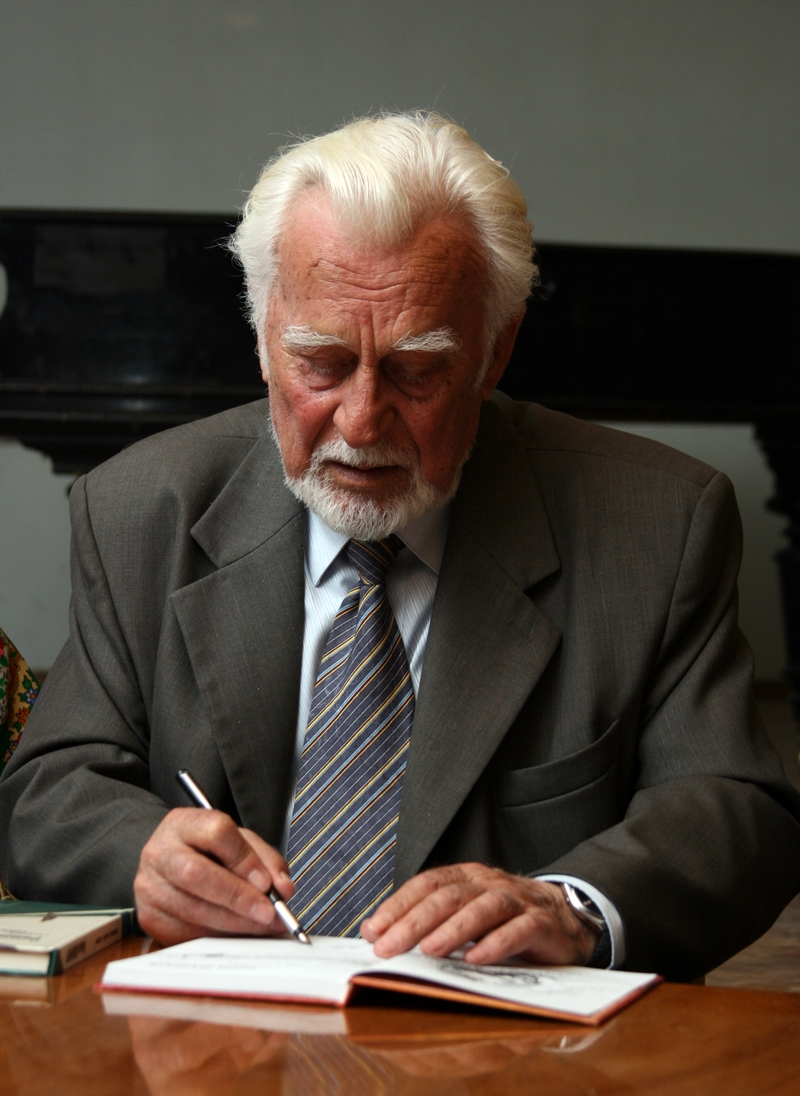
Роман Иванычук

- Андерсон,Теодор (98) — американский математик и статистик,соавтор критерия Андерсона — Дарлинга и алгоритма Андерсона-Бохадура[154].
- Бердзенишвили, Мераб Исидорович (87) — советский и грузинский скульптор, народный художник СССР (1987), лауреат Государственной премии СССР (1976), иностранный член РАХ (член-корреспондент АХ СССР с 1988)[155].
- Иванычук, Роман Иванович (87) — советский и украинский писатель, Герой Украины (2009)[156].
- Киселёв, Николай Андреевич (87) — советский и российский биофизик, член-корреспондент РАН (1991; член-корреспондент АН СССР с 1979)[157].
- Карр, Чармиан (73) — американская актриса, певица, писательница и дизайнер[158].
- Ларссон, Руне (92) — шведский спринтер, двукратный бронзовый призёр летних Олимпийских игр в Лондоне 1948[159].
- Муравский, Виктор Григорьевич (55) — российский актёр театра и кино (www.kino-teatr.ru).
- Парлинг, Сигге (86) — шведский футболист, серебряный призёр чемпионата мира по футболу (1958)[160].
- Петров, Григорий Кузьмич (84) — советский и российский буровой мастер, Герой Социалистического Труда (1973)[161][162].

### 16 сентября

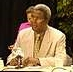
Антониу Монтейру

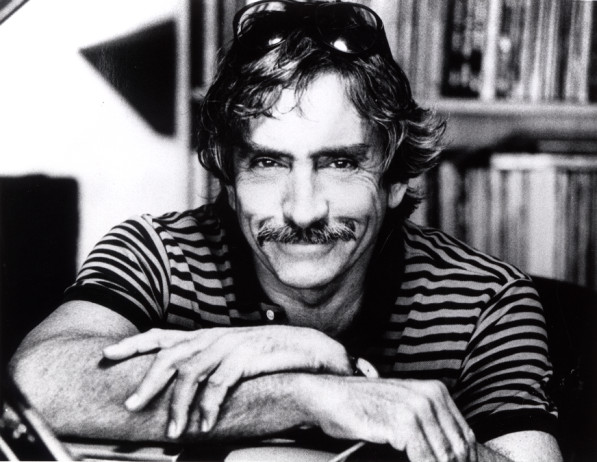
Эдвард Олби

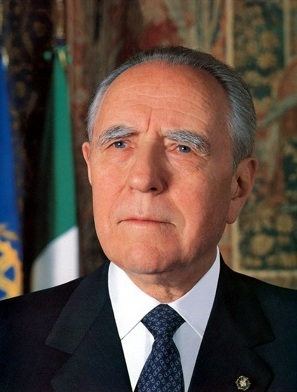
Карло Адзельо Чампи

- Акан, Тарык (66) — турецкий актёр, призёр Берлинского кинофестиваля (1985)[163].
- Аморт, Габриэле (91) — итальянский священник, экзорцист Римской епархии[164].
- Беггс, Хэйгэн (79) — канадский актёр[165].
- Бурков, Анатолий Иванович (70) — советский и российский актёр, артист Чувашского русского драматического театра, заслуженный артист Чувашской АССР[166].
- Генри, Чарльз Х. (79) — американский физик, лауреат Премии Таунса  (1999).
- Гонсалес де Леон, Теодоро (90) — мексиканский архитектор[167].
- Дзики, Вальдемар (59) — польский кинорежиссёр и кинопродюсер[168].
- Кимси, Тод (54) — американский актёр[169][170].
- Кинселла, Уильям Патрик (81) — канадский писатель[171].
- Монтейру, Антониу Машкареньяш (72) — государственный деятель Кабо-Верде, президент страны (1991—2001)[172].
- Олби, Эдвард (88) — американский драматург, обладатель трёх Пулитцеровских премий[173]
- Пантелеев, Олег Евгеньевич (64) — российский государственный деятель, член Совета Федерации от Курганской области (2001—2014)[174],.
- Позняк, Алла Сергеевна (80) — советский и российский передовик производства, Герой Социалистического Труда (1986)[175].
- Поляков, Виктор Петрович (79) — советский и российский врач, писатель и педагог, заслуженный врач РСФСР[176].
- Удалов, Сергей Михайлович — советский и российский художник и педагог[177].
- Хехтс, Ольгерд (84) — советский баскетболист (СКА Рига),трёхкратный победитель Кубка чемпионов ФИБА (1958, 1959, 1960)[178].
- Цуцульковский, Лев Израилевич (90) — советский и российский режиссёр. Заслуженный деятель искусств Российской Федерации (2005) [ino-teatr.ru/kino/director/sov/26926/bio].
- Чампи, Карло Адзельо (95) — итальянский государственный деятель, председатель Совета Министров (1993—1994) и президент (1999—2006) Италии[179].
- Чолакян, Оганес (96) — глава армянской католической церкви Стамбула[180].

### 15 сентября
- Джин, Дебора (47) — американский физик, лауреат ряда научных премий[181].
- Евгений (Политис) (63) — епископ Константинопольской православной церкви; митрополит Иерапитнийский и Ситийский (с 1994 года) полуавтономной Критской православной церкви[182].
- Илипранди, Джанкарло (91) — итальянский дизайнер-график[183].
- Кириллов, Александр Семёнович (95) — участник Великой Отечественной войны, Герой Советского Союза (1946)[184].
- Лозански, Рольф (85) — немецкий режиссёр и сценарист[185].
- Мендерова, Мария Павловна (83) — председатель колхоза имени Ленина (Смоленская область), Герой Социалистического Труда (1973)[186].
- Монтанер, Домигос (54) — бразильский актёр, певец и драматург; утонул[187][188].
- Моффорд, Роуз (94) — американский государственный деятель, губернатор Аризоны (1988—1991)[189].
- Скляров, Андрей Юрьевич (55) — российский исследователь, путешественник, вице-президент Лиги защитников пациентов (с 2003), директор-распорядитель Фонда развития науки « III тысячелетия» (с 2004)[190].
- Тотино, Арриго Лоро (88) — итальянский поэт[191].
- Чуркин, Геннадий Иванович (79) — российский государственный и политический деятель, депутат Государственной Думы I, II и III созывов[192].

### 14 сентября

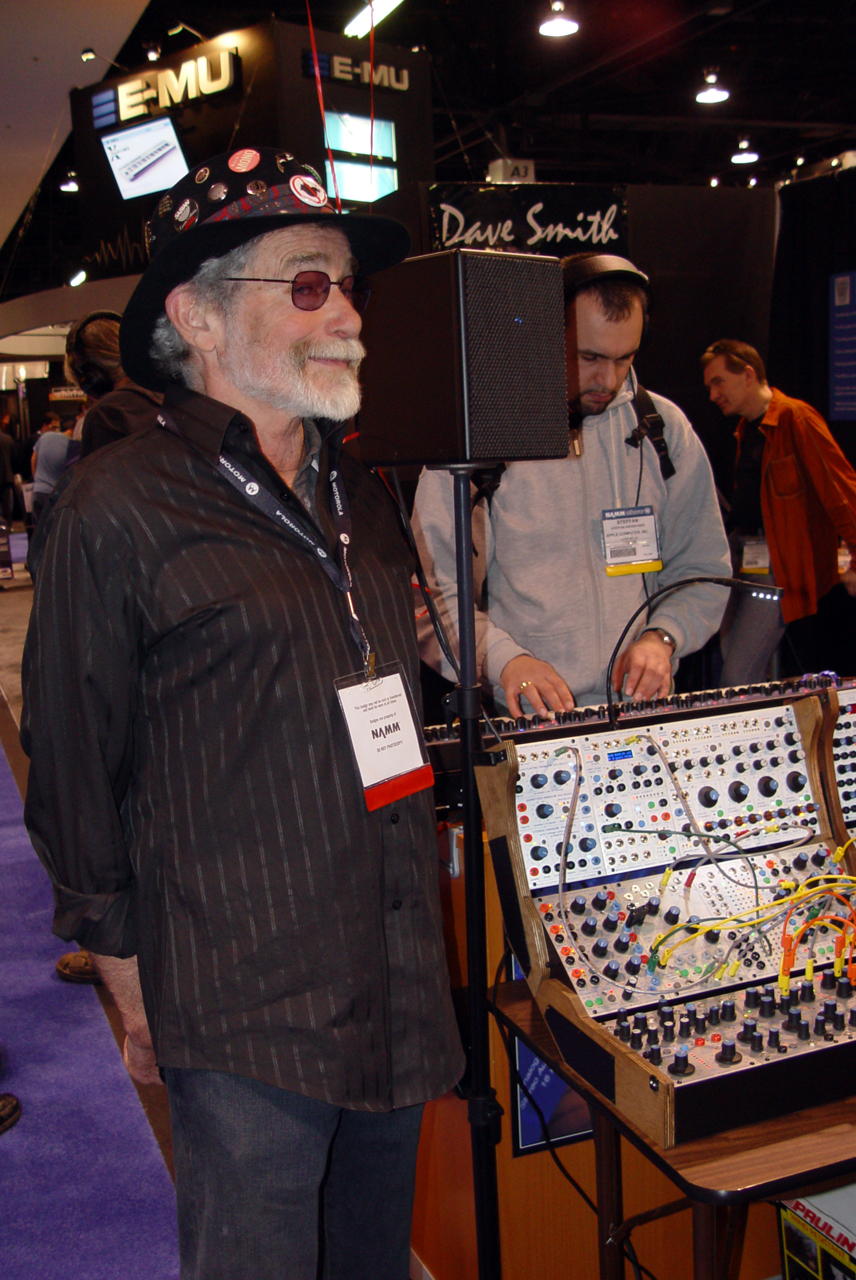
Дональд Букла

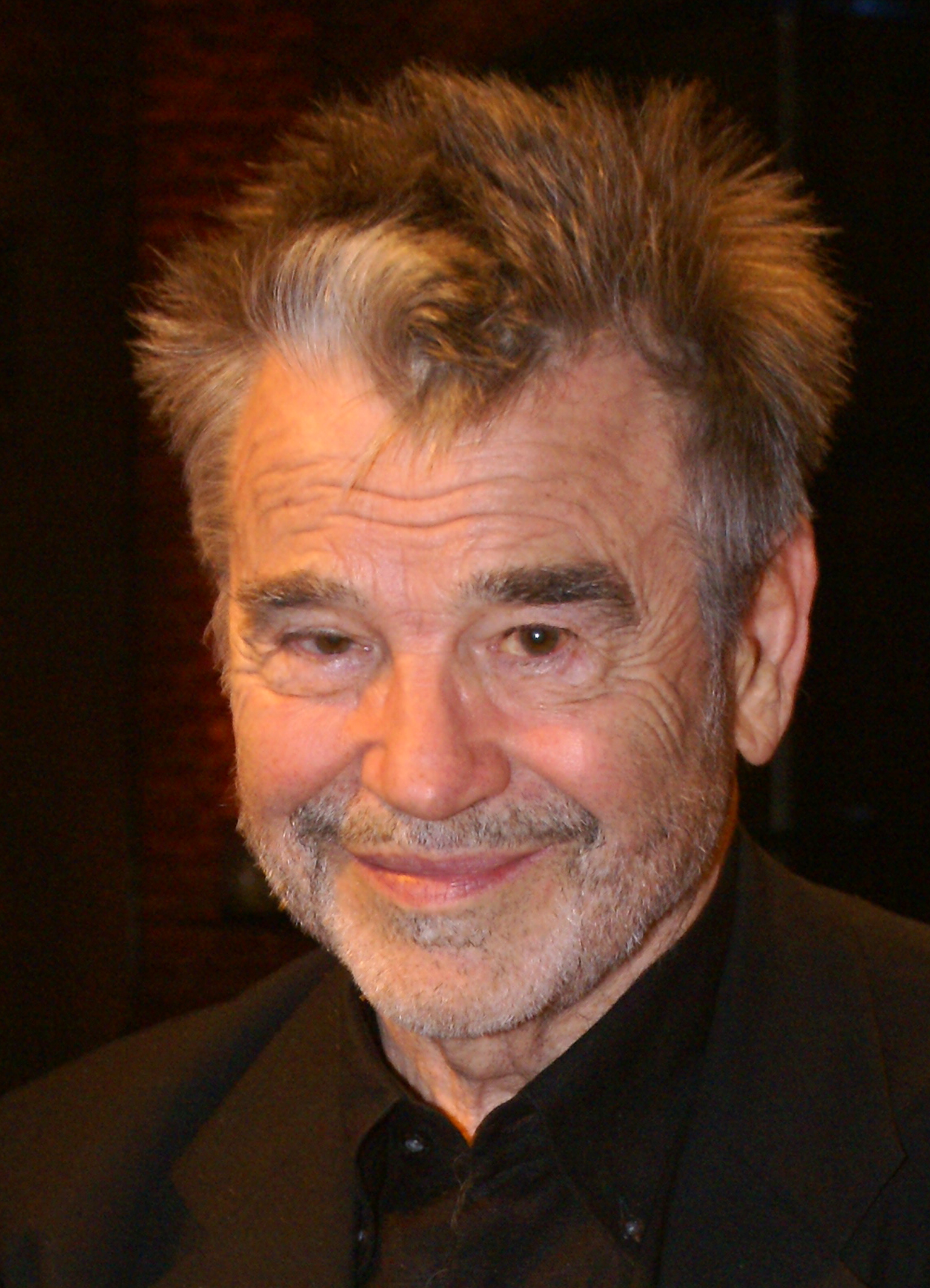
Хильмар Тате

- Абрамов, Валерий Александрович (60) — советский и российский легкоатлет (бег), чемпион и рекордсмен СССР в беге на 5000 м[193].
- Букла, Дональд (79) — американский инженер, изобретатель одного из первых в мире музыкальных синтезаторов[194].
- Вестморлэнд, Джеймс (80) — американский актёр телевизионных сериалов[195].
- Гусев, Эдуард Николаевич (80) — советский велогонщик по треку, чемпион СССР по велотреку, мастер спорта СССР международного класса, участник Летних Олимпийских игр 1956 года в Мельбурне[196].
- Дубровин, Пётр Васильевич (84) — советский и российский хоккейный тренер («Трактор» Челябинск), заслуженный тренер РСФСР (1969), заслуженный работник физической культуры России (1994)[197].
- Жукова, Татьяна Александровна (67) — советская и российская актриса театра и кино, актриса Нижегородского театра драмы им. М. Горького[198].
- Коуп, Ронни (91) — английский футболист (о смерти объявлено в этот день)[199].
- Макгуайр, Ким (60) — американская актриса[200].
- Перссон, Карл (73) — шведский историк[201].
- Пивторак, Борис Витальевич (63) — советский и российский архитектор, заслуженный архитектор Российской Федерации[202].
- Тате, Хильмар (85) — немецкий актёр («Тоска Вероники Фосс»)[203].
- Уиттингтон-Иган, Ричард (91) — британский писатель[204].
- Шрайак, Деннис (80) — американский сценарист («Тёрнер и Хуч», «Бледный всадник»)[205].

### 13 сентября

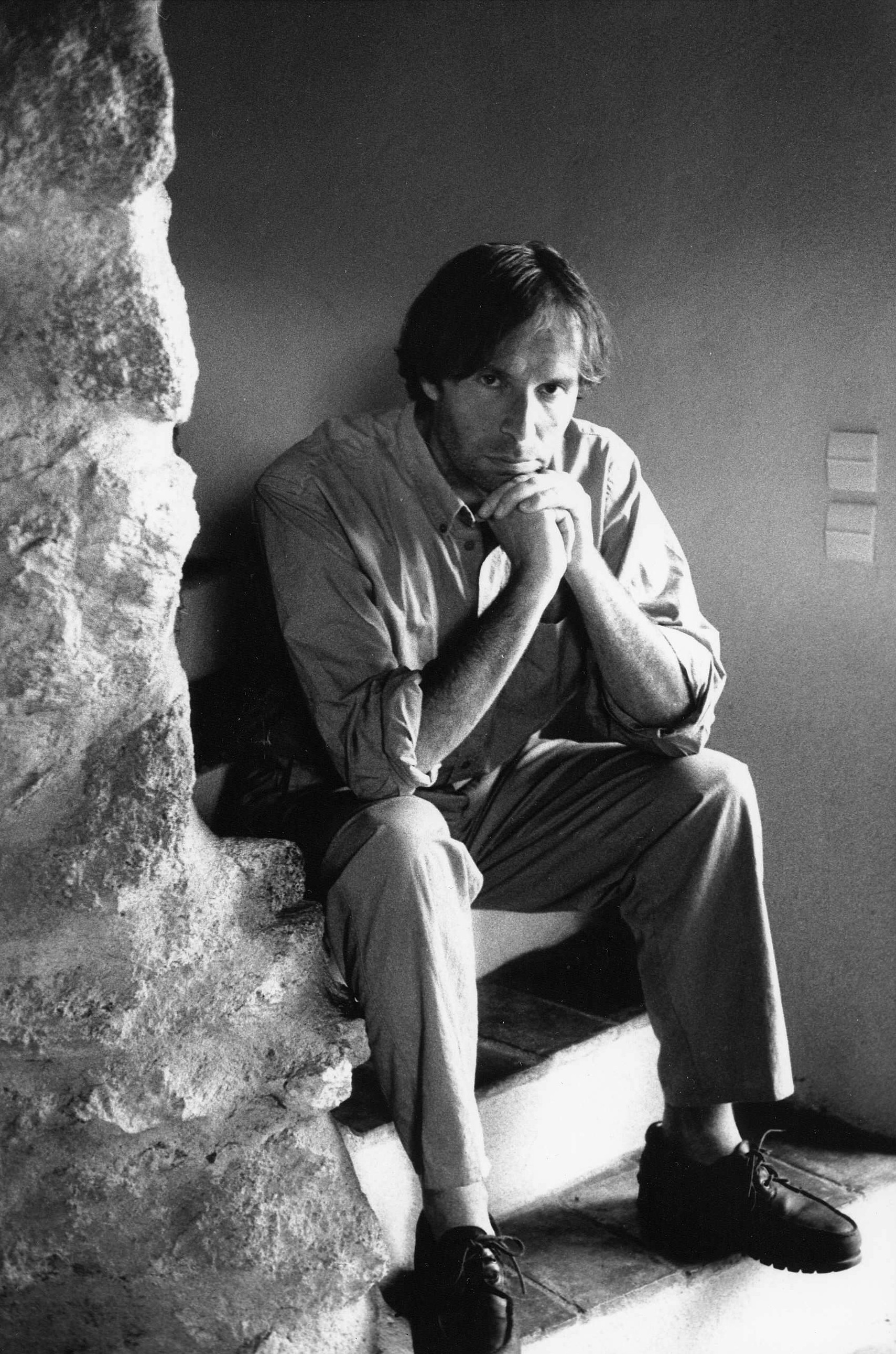
Жерар Рондо

- Безродный, Артём Анатольевич (37) — российский футболист, полузащитник («Спартак» Москва, «Байер» Леверкузен, «Араз» Азербайджан)[206].
- Бугатти, Оттавио (87) — итальянский футболист, игравший на позиции вратаря, наиболее известный по выступлениям за клуб «Наполи» (1953—1961)[207].
- Жермен, Анн (81) — французская эстрадная певица[208].
- Камаев, Валерий Анатольевич (76) — советский и российский учёный в областях искусственного интеллекта, автоматизированного проектирования и поискового конструирования, заслуженный деятель науки РФ, доктор технических наук, профессор[209].
- Кривопускина, Ираида Степановна (90) — советский и российский тренер и судья всесоюзной категории по лёгкой атлетике, участница Великой Отечественной войны, заслуженный тренер РСФСР[210].
- Михаил (Пиредда) (82) — епископ старостильной ИПЦ Греции (Синод Хризостома); с 1995 года — епископ Норский[211].
- Райли-Смит, Джонатан (78) — британский историк[212] Архивная копия от 18 сентября 2016 на Wayback Machine.
- Реа, Эрманно (89) — итальянский писатель, лауреат премии Виареджо (1996) и премии Кампьелло (1999)[213].
- Рондо, Жерар (63) — французский фотограф, лауреат премии «Хрустальный глобус» (2007)[214].
- Солянов, Владимир Алексеевич (89) — советский и российский художник[215].
- Турков, Андрей Михайлович (92) — советский и российский писатель и литературовед, критик, участник Великой Отечественной войны[216].
- Хофсисс, Джек (65) — американский режиссёр, лауреат премии «Тони» (1979)[217].

### 12 сентября

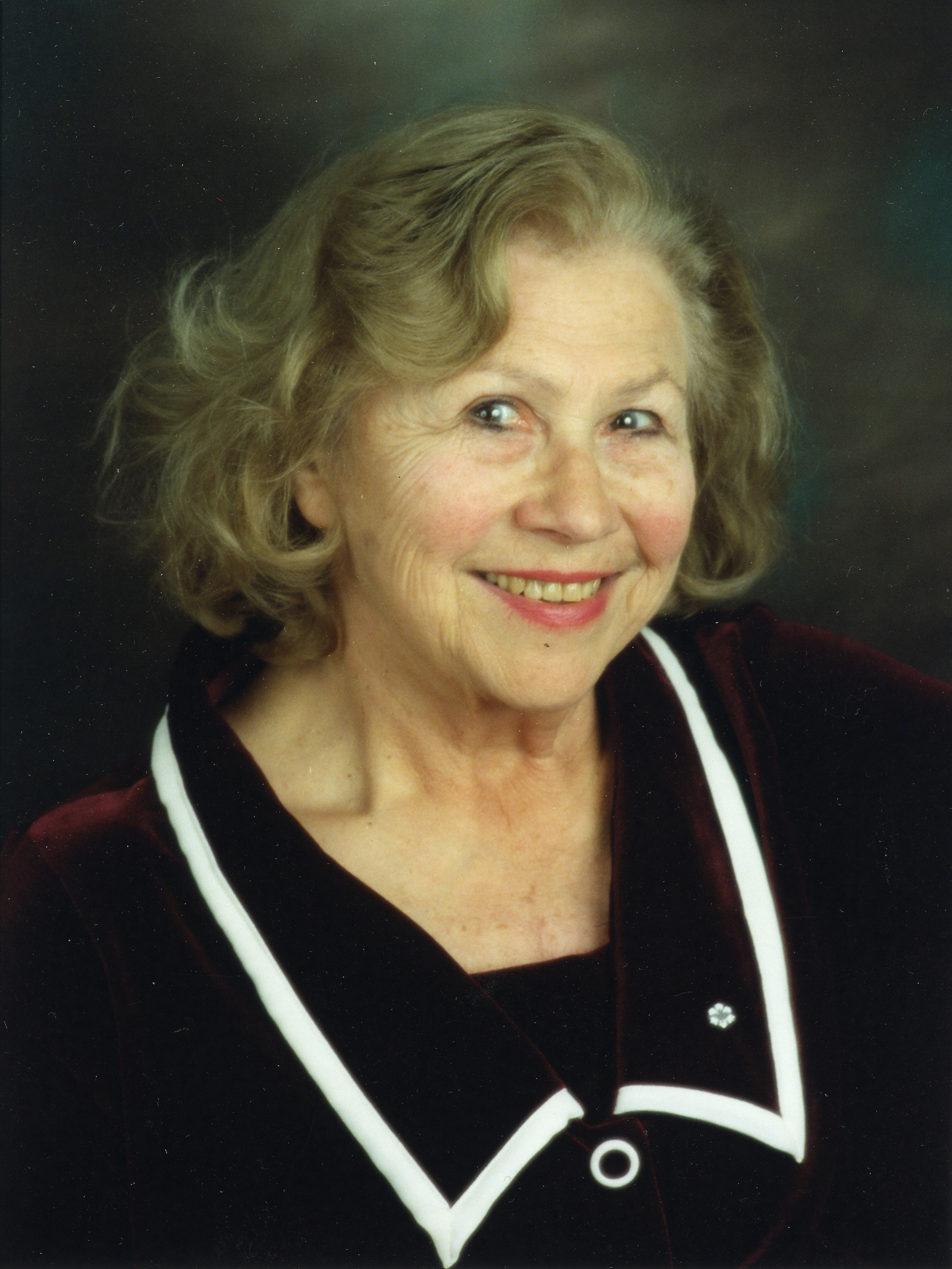
Эллен Бурка

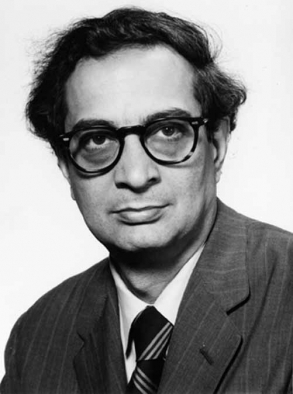
Али Джаван

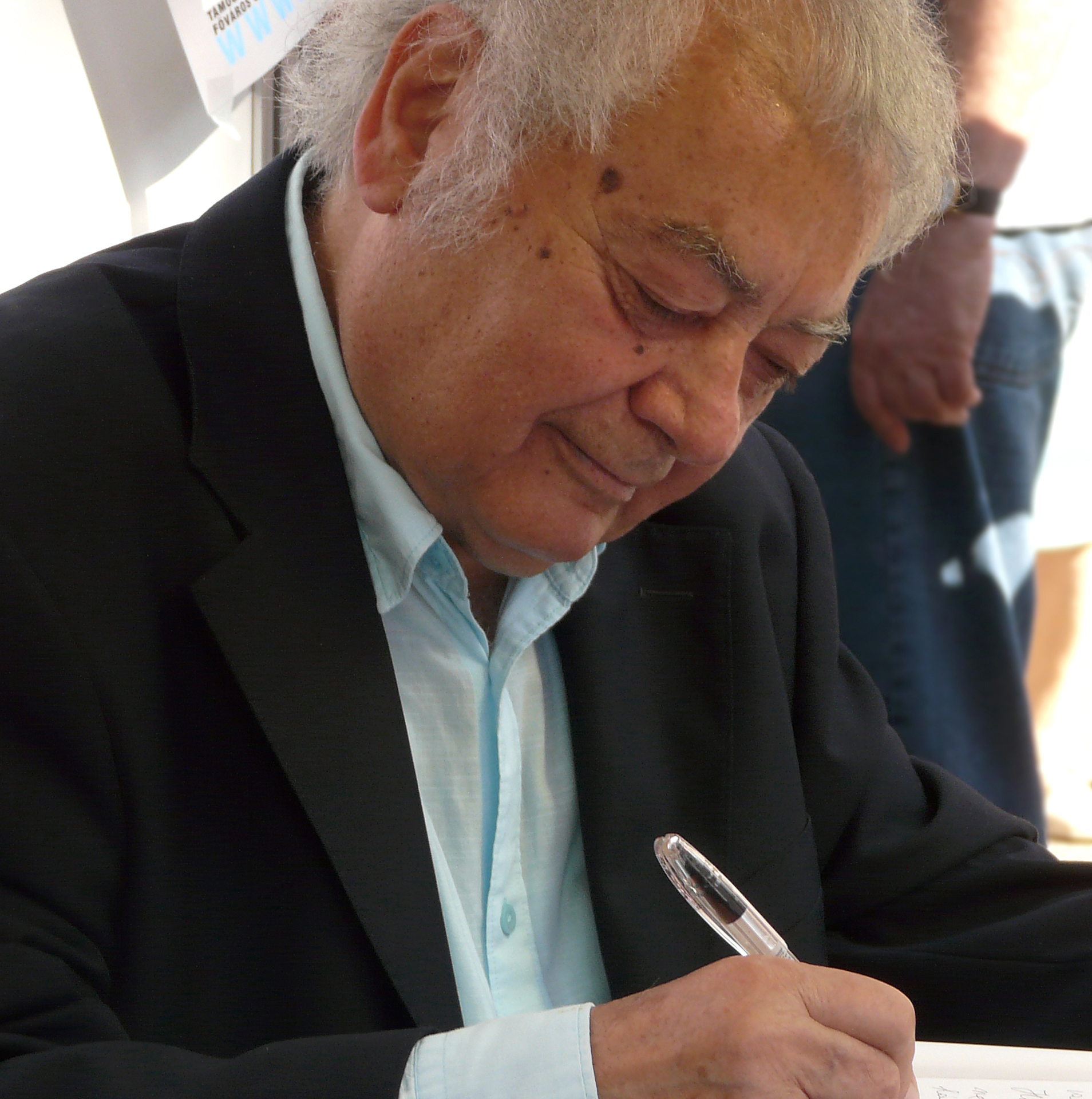
Шандор Чоори

- Балясников, Александр Михайлович (82) — участник подавления Венгерского восстания 1956 года, Герой Советского Союза (1956)[218].
- Бурка, Эллен (95) — канадская фигуристка и тренер, мать и тренер фигуристки и тренера Петры Бурки[219].
- Джаван, Али (89) — американский физик, изобретатель газового лазера, лауреат премии Альберта Эйнштейна (1993)[220].
- Корецкий, Владимир Иванович (84) — советский и российский актёр и мастер дубляжа, заслуженный артист РСФСР (1973)[221].
- Розандер, Ханс (79) — шведский футболист[222].
- Соловьёв, Владимир Сергеевич (77) — советский и российский физиолог, заслуженный врач Российской Федерации[223].
- Торшин, Юрий Николаевич (58) — руководитель отдела «Управления А» Центра специального назначения ФСБ России, полковник в отставке, ДТП[224].
- Хидайят Инайят-Хан (99) — английский и французский композитор, дирижёр и секретарь Международного Суфийского Движения, сын музыканта и философа Хазрат Инайят Хана, брат Вилайят Инайят Хана[225].
- Чоори, Шандор (86) — венгерский поэт, прозаик и киносценарист, драматург, журналист, общественный деятель, правозащитник; лауреат премии Гердера (1981)[226].
- Щелев, Михаил Яковлевич (77) — советский и российский физик, лауреат Государственной премии СССР (1986), заслуженный деятель науки Российской Федерации (1999)[227].

### 11 сентября

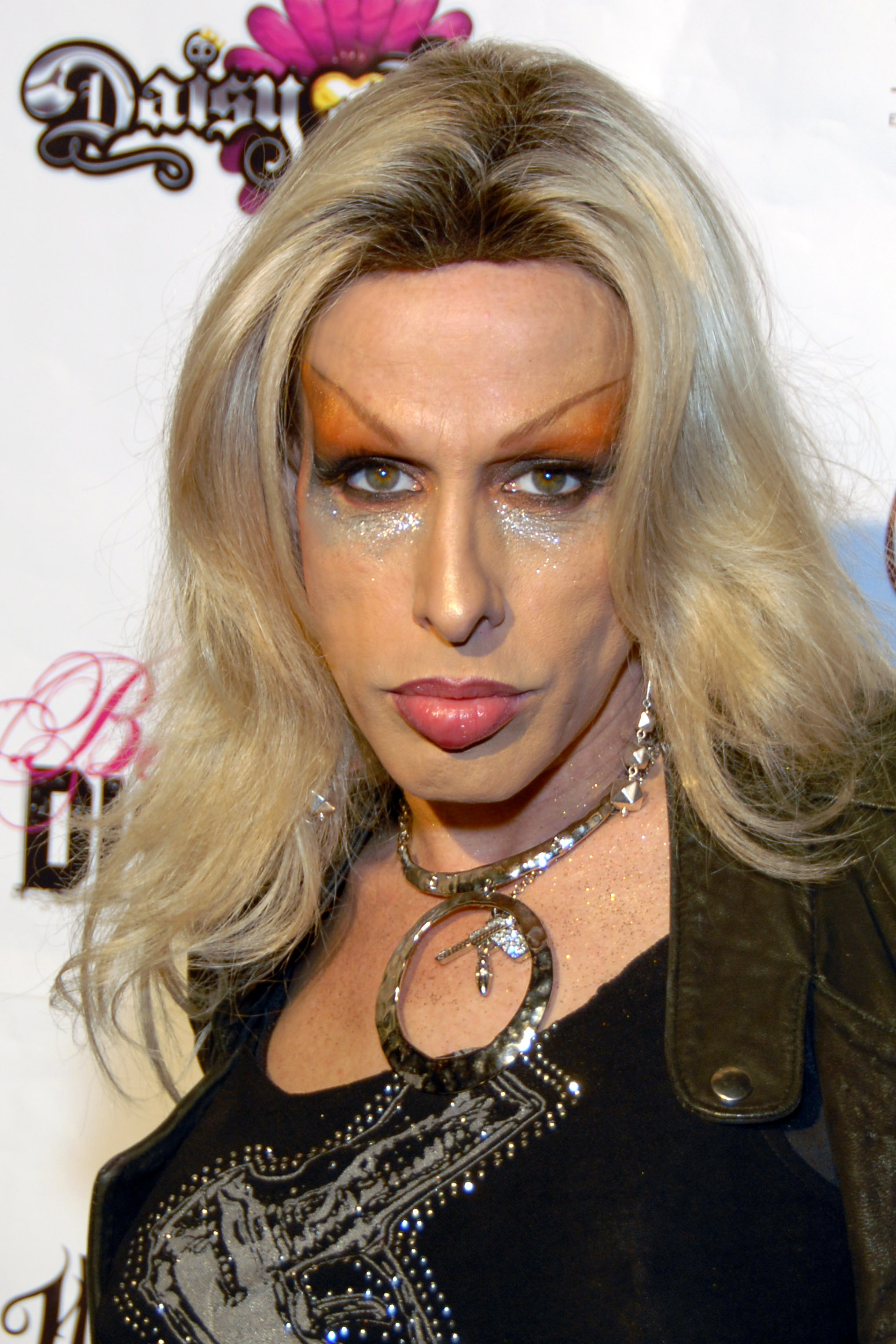
Алексис Аркетт

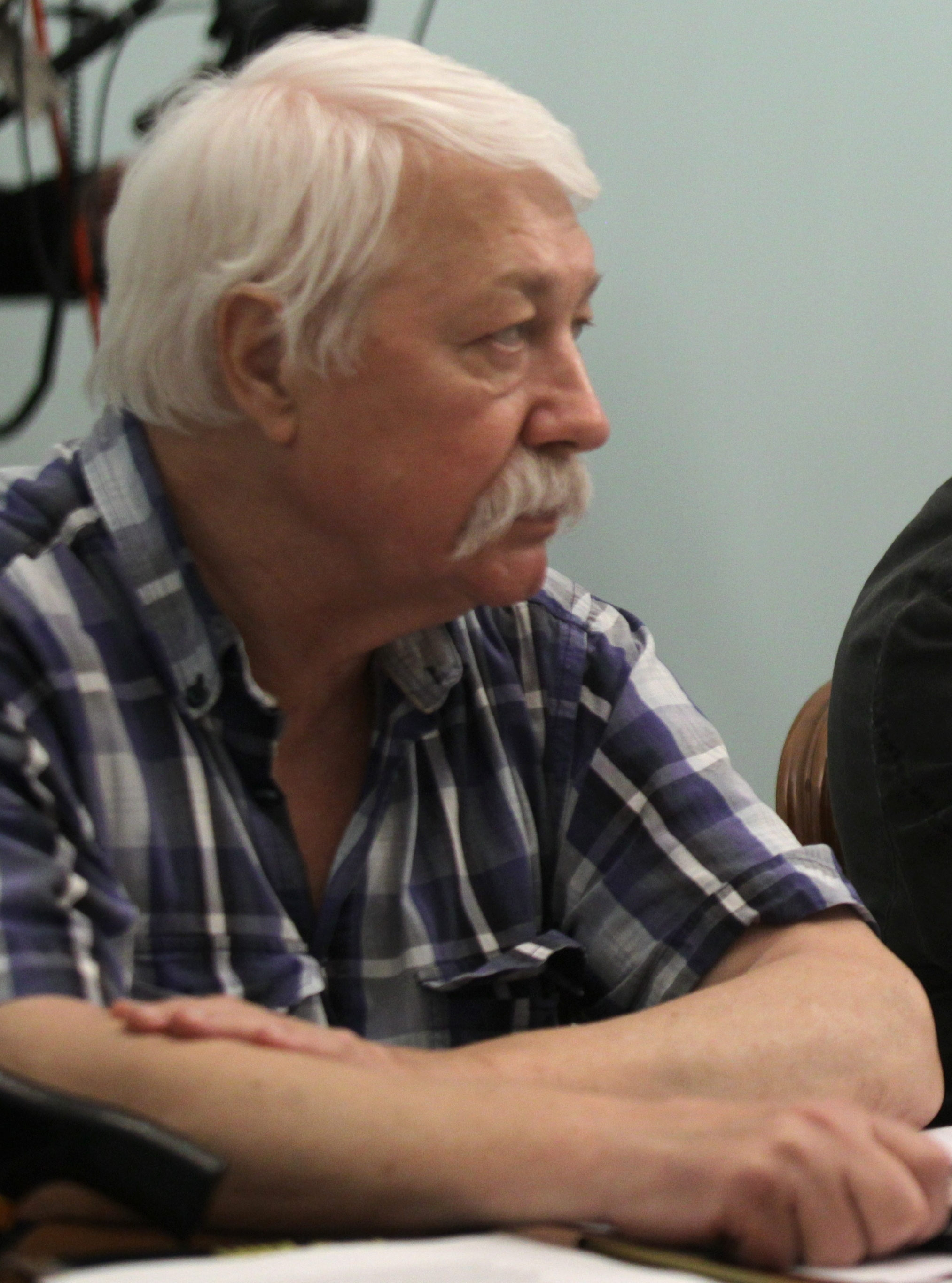
Эдуард Назаров

- Аликов, Валерий (Валери Микор) (56) — советский и российский литературный переводчик на горномарийский язык с других финно-угорских языков[228].
- Аркетт, Алексис (47) — американская киноактриса-транссексуал[229].
- Давидян, Нельсон Амаякович (66) — советский, армянский и украинский борец греко-римского стиля, трёхкратный чемпион СССР, двукратный чемпион Европы и мира, серебряный призёр летних Олимпийских игр в Монреале (1976), тренер национальной сборной Украины по греко-римской борьбе[230].
- Дерме, Бен Идрисса (34) — буркинийский футболист, центральный защитник ФК «Бигулья» и национальной сборной страны, трёхкратный чемпион Молдавии; сердечный приступ[231].
- Като, Кюдзо (94) — японский археолог, антрополог, историк и этнограф[232].
- Крокфорд, Берил (66) — британская гребчиха, победительница чемпионата мира по академической гребле в Хазевинкеле (1985)[233].
- Максименко, Николай Антонович (91) —  советский украинский художник, народный художник Украины, натюрмортист и пейзажист[234].
- Назаров, Эдуард Васильевич (74) — советский и российский режиссёр-мультипликатор и художник-мультипликатор, народный артист Российской Федерации (2012), лауреат Государственной премии РСФСР имени братьев Васильевых (1988)[235].
- Семка, Рышард (90) — польский архитектор, педагог, профессор[236].
- Соколов-Хитрово, Владимир Александрович (92) — советский и российский географ, участник Великой Отечественной войны[237].

### 10 сентября

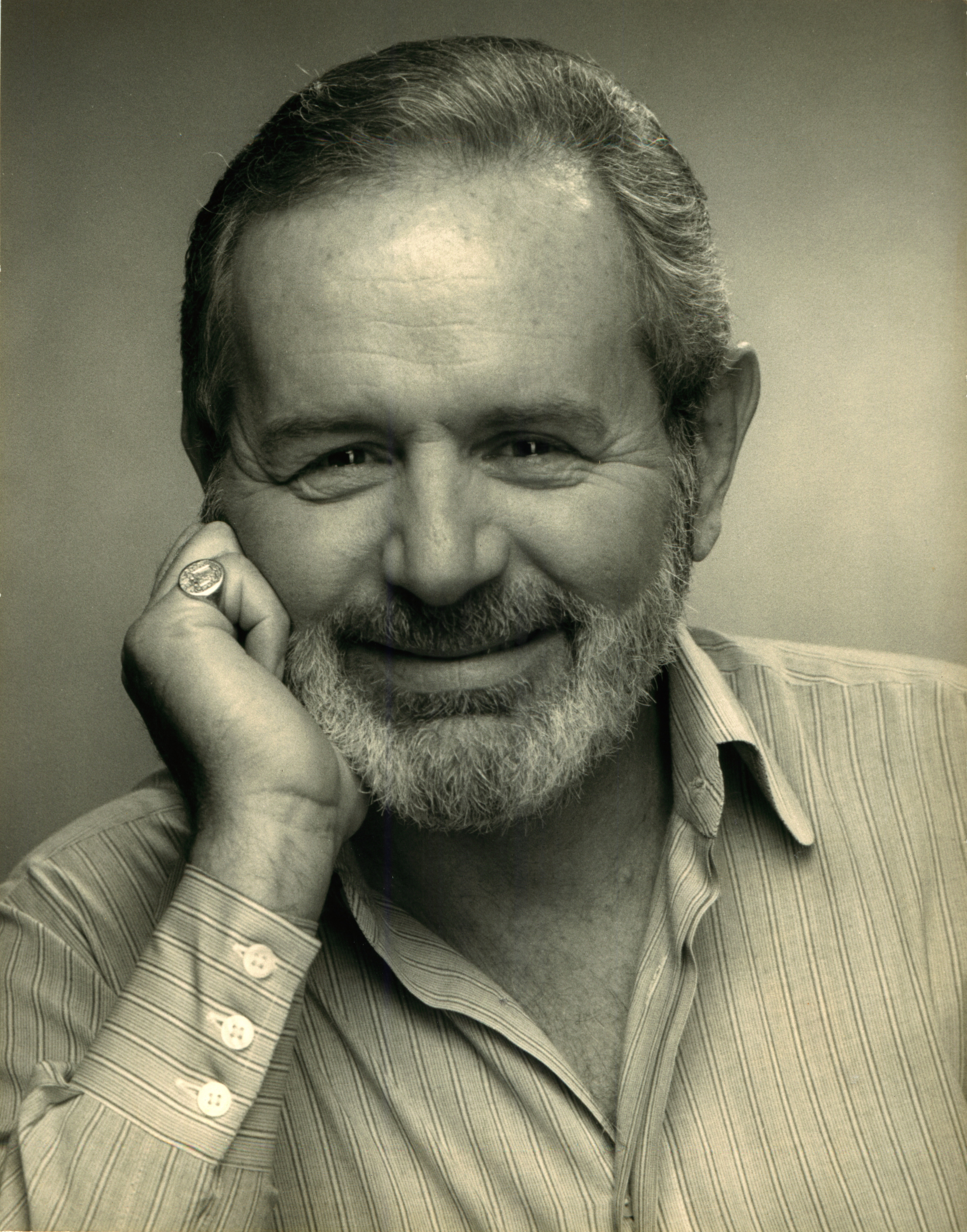
Крис Стоун

- Аллен, Роберт Юджин (81) — американский бизнесмен, генеральный директор AT&T (1988—1997)[238].
- Виадо, Джой (51) — филиппинская комедийная актриса[239].
- Девяткин, Пётр Геннадьевич (39) — казахстанский хоккеист, участник Олимпийских игр-1998[240].
- Дрибинцев, Владимир Антонович — советский и латвийский спортсмен, чемпион и призёр чемпионатов мира и Европы по спортивной ходьбе[241].
- Дьяков, Виктор Семёнович (77) — советский и российский тренер, тренер паралимпийской сборной России по волейболу сидя, мастер спорта СССР, заслуженный тренер России[242].
- Ефремова, Ирина Львовна (53) — российская киноактриса.
- Карнимео, Джулиано (84) — итальянский режиссёр («Ирис в крови»)[243].
- Коскела, Вяйнё (95) — финский легкоатлет, бронзовый призёр чемпионата Европы в беге на 10 тысяч метров (1950)[244].
- Лимбах, Ютта (82) — немецкий государственный деятель, председатель Федерального конституционного суда Германии (1994—2002)[245].
- Линде, Хорст (104) — немецкий архитектор[246].
- Лисицын, Константин Михайлович (95) — советский и российский хирург, главный хирург МО СССР (1978—1986), член-корреспондент АМН СССР (1984), член-корреспондент РАН (2014), генерал-лейтенант медицинской службы[247].
- Логинов, Виталий Павлович (66) — советский и российский архитектор, главный архитектор Казани (1992—1995), лауреат Государственной премии Российской Федерации[248].
- Можны, Иво (84) — чешский социолог[249].
- Родригеш, Жозе (79) — португальский скульптор[250].
- Стоун, Крис (81) — американский музыкальный продюсер и бизнесмен[251].
- Третяк, Борис Никитович (79) — советский и российский государственный деятель, председатель Сахалинской областной думы (1996—2000, 2000—2001), член Совета Федерации (1996—2001), представитель Сахалинской области в Совете Федерации (2001—2010)[252].
- Юрасов, Иван Михайлович (94) — участник Великой Отечественной войны, полный кавалер Ордена Славы[253].

### 9 сентября

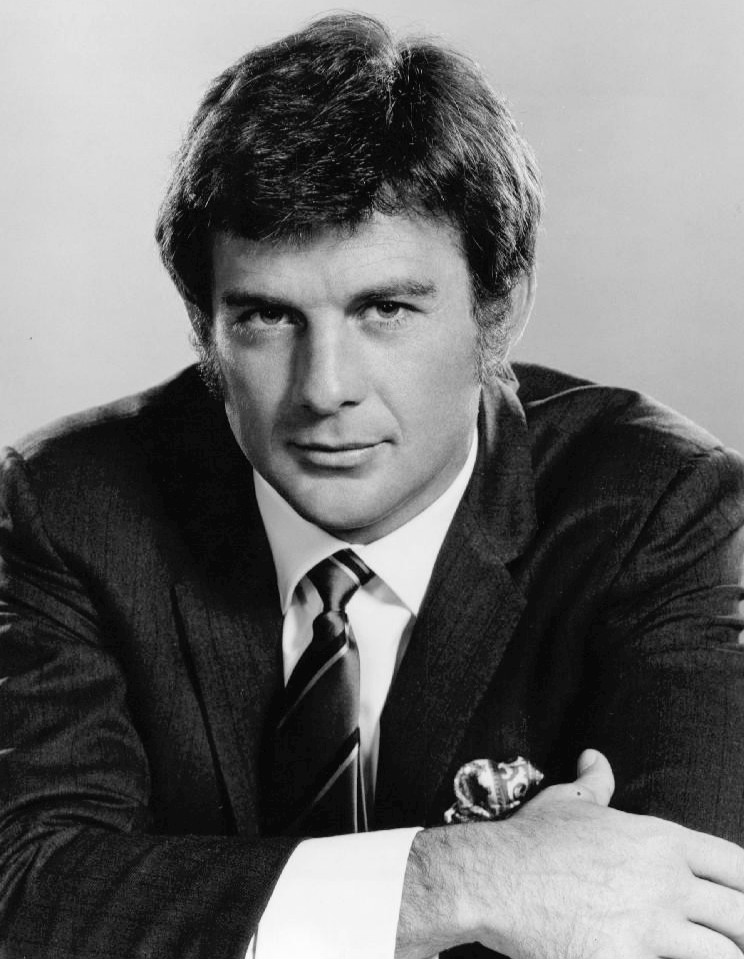
Джеймс Стейси

- Каминский, Юрий Валентинович (75) — российский учёный-патологоанатом, профессор, заслуженный деятель науки Российской Федерации[254].
- Като, Коити (77) — японский государственный деятель, главный секретарь кабинета министров Японии (1991—1992)[255].
- Литвиненко, Николай Евгеньевич (92) — участник Великой Отечественной войны, полный кавалер ордена Славы[256].
- Литвиненко, Таисия Порфирьевна (87) — советская актриса театра и кино [источник не указан 3251 день].
- Максимов, Николай Григорьевич (86) — слесарь-монтажник, бригадир слесарей цеха Нововоронежской АЭС, Герой Социалистического Труда (1971)[257].
- Ругин, Роман Прокопьевич (77) — советский и российский хантыйский писатель, журналист, преподаватель, народный депутат СССР, заслуженный работник культуры Российской Федерации (2001)[258].
- Сианг’а, Джеймс (67) — кенийский футболист, тренер различных национальных сборных стран Африки[259].
- Стэйси, Джеймс (79) — американский актёр[260].
- Фарманянц, Евгения Герасимовна (96) — советская артистка балета и педагог, заслуженная артистка РСФСР (1968), заслуженный деятель искусств России (2004)[261].
- Фирсов, Евгений Валентинович (42) — российский автогонщик, чемпион России по ралли-рейдам (2015), участник марафона «Дакар-2015»; несчастный случай во время тестов[262].
- Шторц, Эрих (88) — немецкий эстрадный певец, композитор и музыкальный продюсер[263].

### 8 сентября

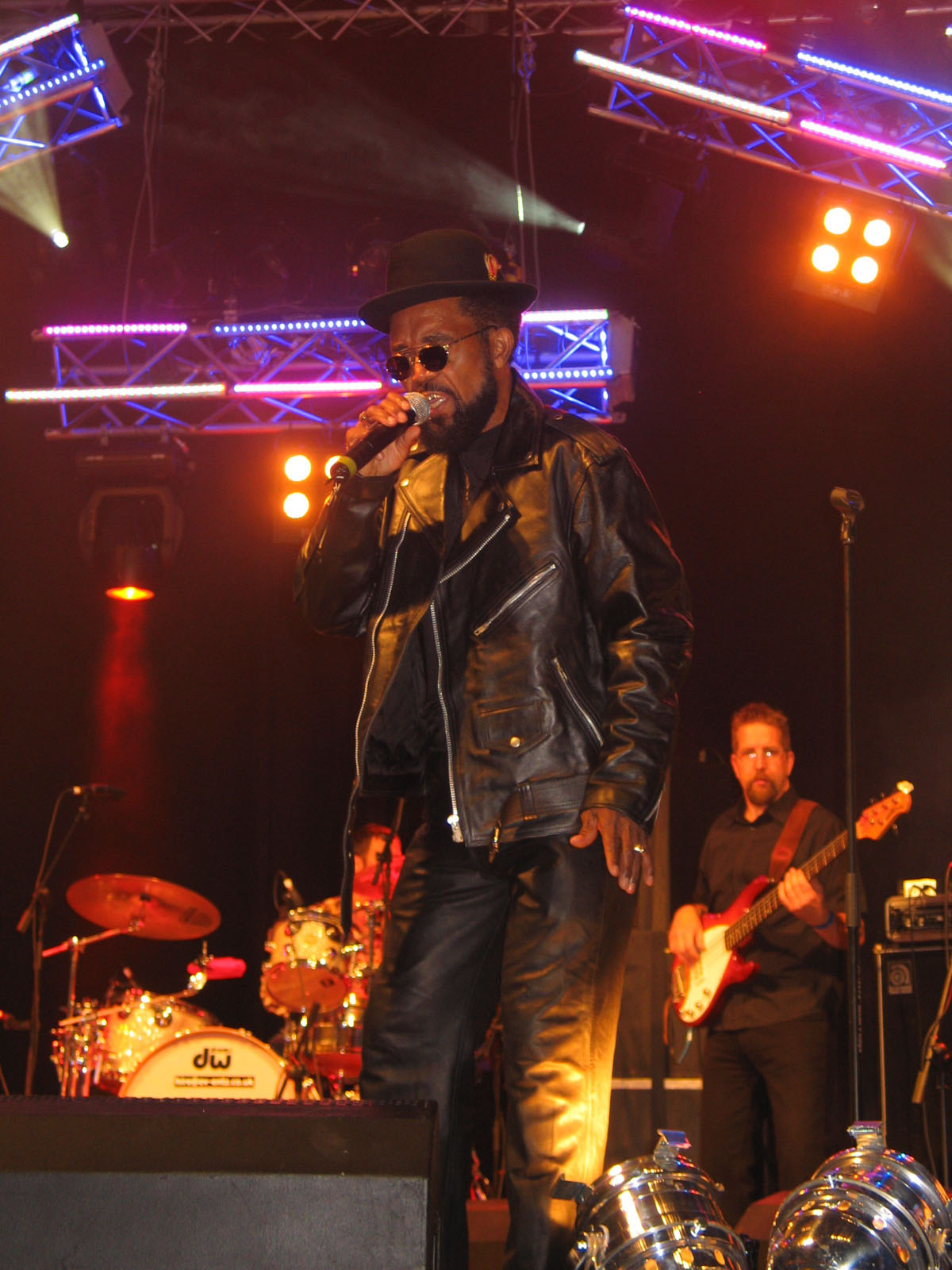
Принц Бастер

- Арх, Ханнес (48) — австрийский пилот, чемпион мира (2008)[264].
- Басыров, Марат Ринатович (43) — советский и российский башкирский писатель[265].
- Бондаренко, Геннадий Васильевич (73 или 74) — советский и российский педагог, ректор Саратовского педагогического института имени К. А. Федина (с 1995)[266].
- Боргояков, Павел Михайлович (84) — советский и российский хакасский композитор и художник[267].
- Бота, Йохан (51) — австрийский оперный певец (драматический тенор)[268].
- Вехотко, Анатолий Тимофеевич (86) — советский кинорежиссёр, постановщик фильма «Чужие здесь не ходят»[269].
- Долгов, Николай Васильевич (89) — советский и российский спортсмен и тренер по лыжному двоеборью, заслуженный тренер РСФСР, заслуженный работник физической культуры РСФСР (1986)[270].
- Дуглас, Хэйзел (92) — британская актриса[271][272].
- Касторский, Сергей Михайлович (68) — советский и российский композитор, заслуженный деятель искусств Российской Федерации[273].
- Клендиннен, Инга (81) — австралийская писательница, историк и антрополог, специалист по майя и ацтекам[274].
- Кучеренко, Владимир Анатольевич (62) — советский и российский военный деятель, полковник, участник войны в Афганистане, Герой Советского Союза (1986)[275].
- Леди Шабли (59) — американская актриса[276][277].
- Пешич, Драгиша (62) — черногорский и югославский государственный деятель, премьер-министр Югославии (2001—2003), министр финансов (1998—2001)[278].
- Принц Бастер (78) — ямайский певец[279].
- Радомская, Дорота (50) — польская актриса театра и кино[280].
- Романчук, Роман Романович (37) — российский боксёр, призёр чемпионатов мира и Европы[281].
- Суркис, Феликс Яковлевич (78) — русский советский писатель, публицист и переводчик[282].

### 7 сентября

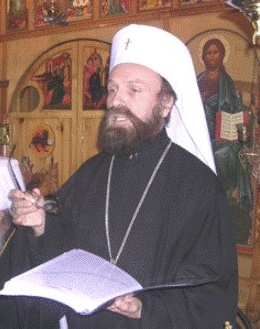
Кириак (Темерциди)

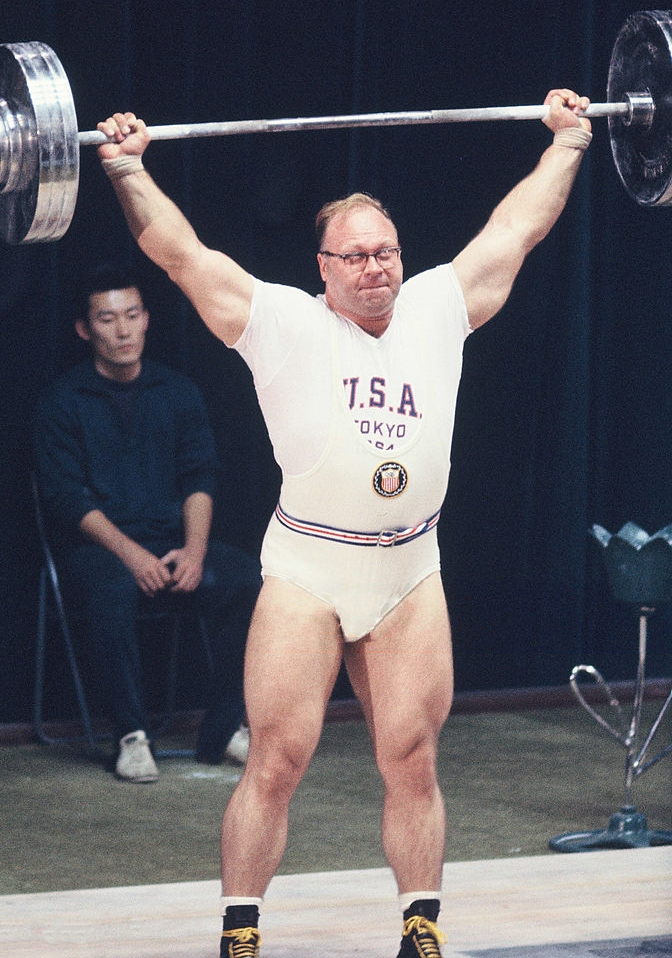
Норберт Шемански

- Барлуенга, Хосе (76) — испанский химик[283].
- Дейли, Боб (63) — канадский хоккеист[284].
- Келлер, Джозеф (93) — американский математик, лауреат Национальной научной медали США (1997) и премии Вольфа (1996)[285].
- Кириак (Темерциди) (74) — председатель Священного Синода Православной Российской Церкви (с 2007 года)[286].
- Карри, Клиффорд (79) — американский певец[287].
- Коста, Мария (89) — итальянская поэтесса[288].
- Родригес, Хосе Антонио (81) — кубинский актёр[289].
- Уиггинс, Грэм (53) — американский музыкант[290].
- Фелизатти, Массимо (84) — итальянский сценарист[291].
- Чакон, Бобби (64) — американский боксёр, чемпион мира в полулёгком весе[292].
- Шемански, Норберт (92) — американский тяжёлоатлет, чемпион летних Олимпийских игр в Хельсинки (1952) и многократный чемпион мира[293].

### 6 сентября
- Берлянд, Марк Давидович (87) — советский и российский тренер по лёгкой атлетике, писатель, историк, художник[294].
- Лофгрен, Эдвард (102) — американский физик-ядерщик[295].
- Пенья, Альфредо (72) — венесуэльский журналист и политический деятель, мэр Каракаса (2000—2004)[296].
- Тимберг, Роберт (76) — американский писатель[297].
- Франваль, Жан (89) — французский актёр театра, кино и телевидения[298].
- Хомский, Павел Осипович (91) — советский и российский театральный режиссёр, художественный руководитель Театра имени Моссовета, брат режиссёра Исидора Хомского[299].
- Шимчак, Анджей (67) — польский гандболист, бронзовый призёр Олимпийских игр в Монреале (1976)[300].

### 5 сентября

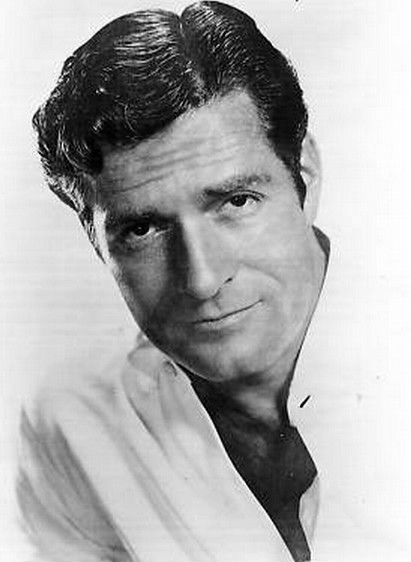
Хью О’Брайан

- Бэг, Ариф (81) — индийский политик, лидер Бхарати Джаната Парти[301].
- Грейвлайн, Дуэйн (85) — американский астронавт и врач-исследователь[302].
- Ивезич, Звонко (67) — югославский футболист и тренер[303].
- Кирпичёв, Вадим (47) — российский и израильский государственный деятель, чемпион мира по акробатике, вице-мэр города Ришон-ле-Цион (2008—2015)[304].
- О’Брайан, Хью (91) — американский киноактёр[305].
- Ранво, Дональд (62) — британский продюсер[306].
- Смолек, Желько (64) — югославский и хорватский футболист[307].
- Соколов, Эдуард Михайлович (84) — советский и российский учёный-промышленник, профессор, доктор технических наук, ректор Тульского государственного университета (1979—2006)[308].
- Шапрон, Жильбер (82) — французский боксёр, бронзовый призёр Олимпийских игр в Мельбурне (1956)[309].
- Шлэфли, Филлис (92) — американский общественный деятель, представительница антифеминистского движения[310].
- Шлехта, Карл (94) — австрийский футболист и тренер[311].

### 4 сентября

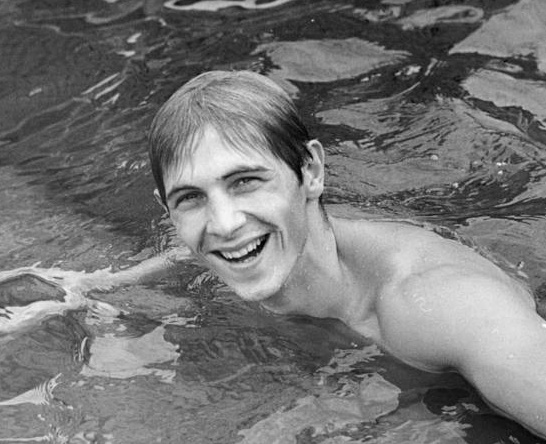
Клаус Катцур

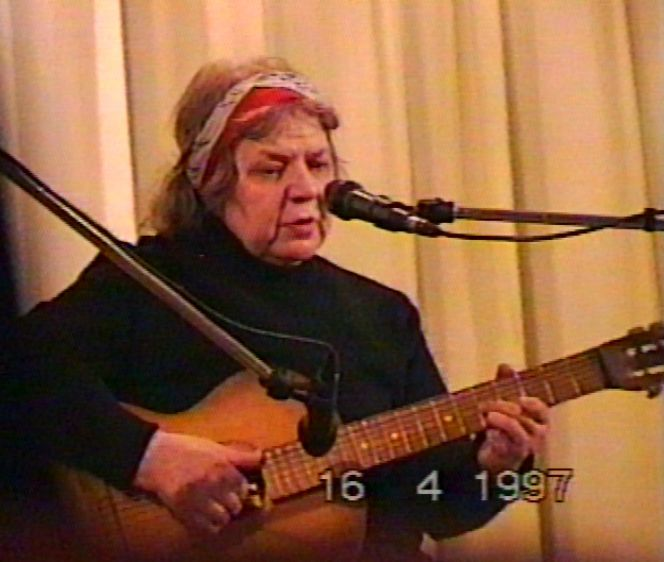
Новелла Матвеева

- Беланьский, Адам (103) — польский химик[312].
- Биссонетт, Боб (35) — канадский хоккеист и певец; авария вертолёта[313]
- Катцур, Клаус (73) — восточногерманский пловец, серебряный призёр летних Олимпийских игр в Мюнхене (1972), двукратный чемпион Европы (1970)[314].
- Колло, Элизабет (113) — старейшая верифицированная жительница Франции[315].
- Матвеева, Новелла Николаевна (81) — советская и российская поэтесса, бард и литературный переводчик, внучка писателя Николая Матвеева-Амурского, вдова поэта Ивана Киуру[316].
- Окпехво, Изидор (74) — нигерийский писатель[317].
- Перера, Сирил (93) — шри-ланкийский литературный переводчик, в том числе с русского языка[318].
- Скалкин, Сергей Фёдорович (92) — советский металлург, рабочий Выксунского металлургического завода (Нижегородская область), Герой Социалистического Труда (1966)[319]
- Холодов, Анатолий Сергеевич (66 или 67) — советский и российский художник-график, архитектор и дизайнер[320].
- Шами, Зоран (67) — югославский и сербский государственный деятель, председатель Скупщины Сербии и Черногории (2004—2006)[321].
- Ян Иннянь (107) — китайский экономист[322].
- Яних, Петер (74) — немецкий философ[323].

### 3 сентября

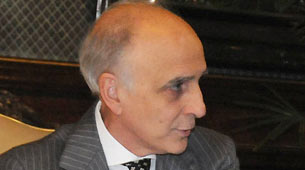
Карлос Бульгерони

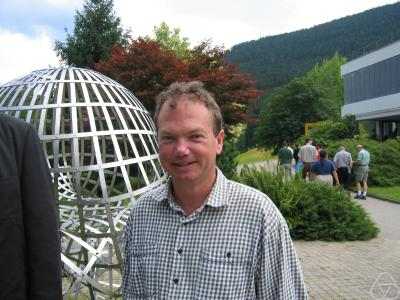
Жан-Кристоф Йокко

- Баррену, Мария Изабел (77) — португальская писательница[324].
- Бульгерони, Карлос (71) — аргентинский бизнесмен, совладелец и генеральный директор Bridas[325].
- Джонни Ребел (77) — американский кантри-музыкант[326] Архивная копия от 1 октября 2018 на Wayback Machine.
- Дьюдни, Анна (50) — американская детская писательница; опухоль мозга[327].
- Йоккоз, Жан-Кристоф (59) — французский математик, автор работ по динамическим системам, лауреат международных премий[328].
- Ди Карвалью, Клаудиу Олинту (Нене) (74) — бразильский футболист и тренер[329].
- Мартинсон, Лесли (101) — американский кинорежиссёр[330] Архивная копия от 9 июня 2019 на Wayback Machine.
- Оресик, Питер (60) — американский поэт[331].
- Тамразян, Грачья Грантович (62) — советский и армянский искусствовед, писатель и филолог, директор Матенадарана (с 2007 года)[332].

### 2 сентября

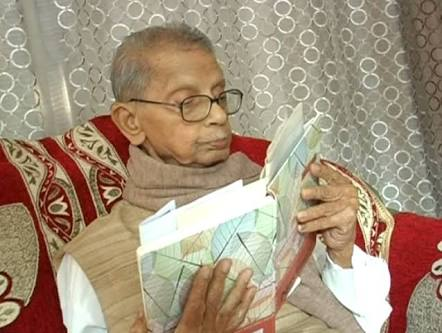
Налинидхар Бхаттачарья

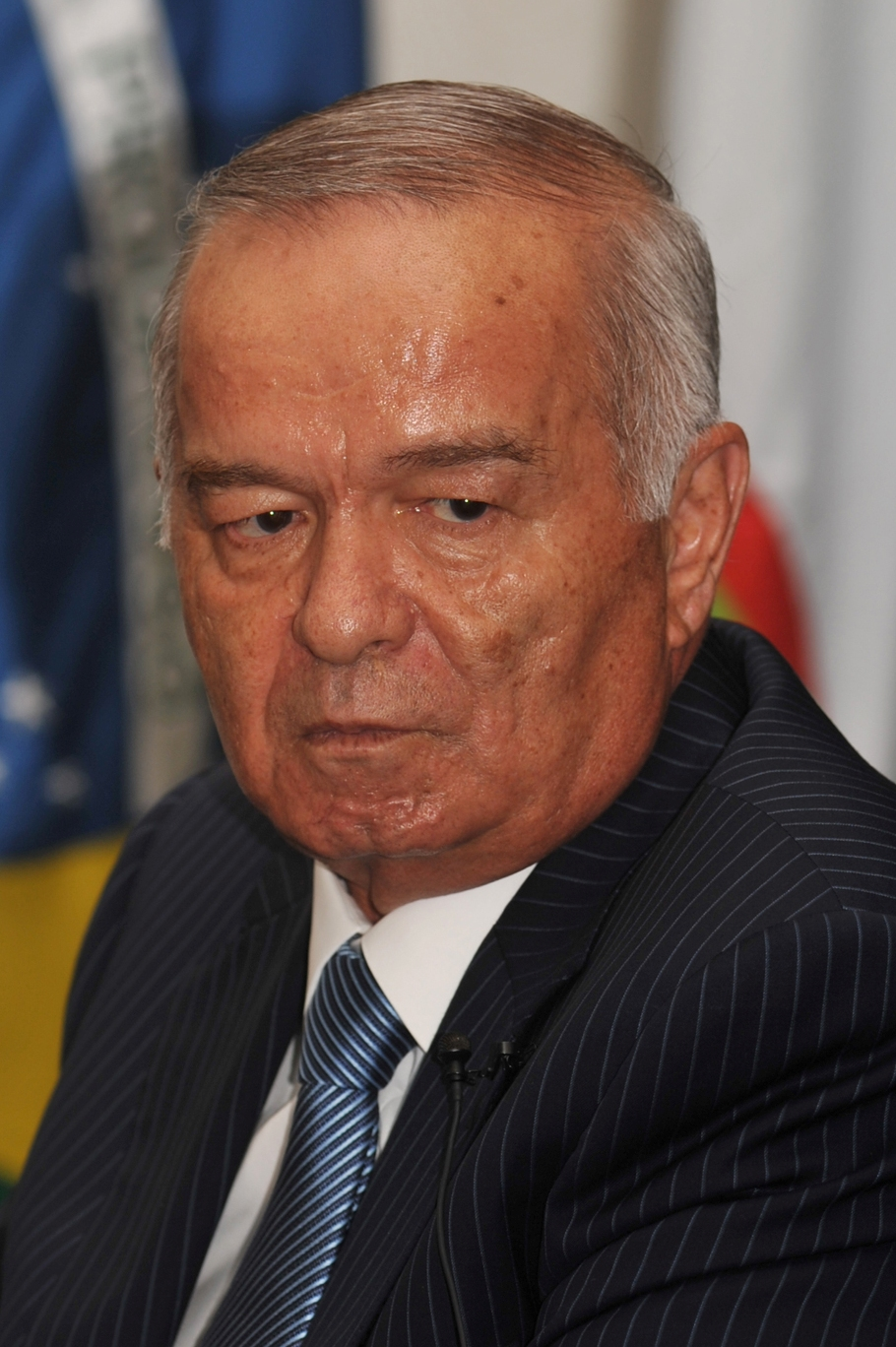
Ислам Каримов

- Бхаттачарья, Налинидхар (94) — индийский поэт[333] Архивная копия от 5 сентября 2016 на Wayback Machine.
- Виллемс, Даниэль (60) — бельгийский велосипедист, победитель велогонок Париж — Тур (1980) и Флеш Валонь (1981)[334].
- Каримов, Ислам Абдуганиевич (78) — советский и узбекский государственный деятель, первый секретарь ЦК КП Узбекистана (1989—1991), президент Узбекской ССР (1990—1991), Узбекистана (с 1991 года)[335].
- Курицын, Александр Николаевич (64) — актёр Саратовского театра драмы, Нового драматического театра и кино («Борис Годунов», «Не хлебом единым» — всего 38 работ в кино), теле- и радиоведущий (www.kino-teatr.ru).
- Середина, Антонина Александровна (86) — советская и российская спортсменка по гребле на байдарках и каноэ, тренер, двукратная олимпийская чемпионка и бронзовый призёр Олимпийских игр, заслуженный тренер СССР, заслуженный мастер спорта СССР, заслуженный работник физической культуры и спорта СССР[336].
- Сурат, Александр Владимирович (68) — российский государственный деятель, глава администрации (губернатор) Амурской области (1993)[337].
- Федюра, Олег Викторович (45) — российский военный и государственный деятель, начальник Главного управления МЧС России по Приморскому краю[338] Архивная копия от 24 сентября 2019 на Wayback Machine
- Хеллер, Джерри (75) — американский музыкальный менеджер (N.W.A, Creedence Clearwater Revival)[339].
- Хостеттер, Джон (69) — американский актёр[340].

### 1 сентября

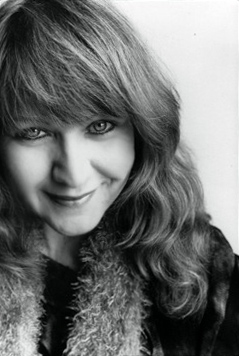
Кейси Джонс

- Гурнов, Борис Александрович (86) — советский и российский журналист-международник, ведущий телепередачи «Международная панорама», отец Александра Гурнова[341].
- Гылыбов, Никола — болгарский театральный актёр, артист Театра болгарской армии[342].
- Давельюи, Реймонд (89) — канадский композитор и органист[343].
- Джонс, Кейси (66) — американский автор-исполнитель[344].
- Китаев, Владимир Сергеевич (85) — советский и российский дипломат, Чрезвычайный и Полномочный Посол СССР в Гвинее (1982—1987) и в Кении (1989—1992)[345].
- Минеев, Василий Григорьевич (85) — советский и российский агрохимик, академик ВАСХНИЛ (1985), академик РАН (2013), лауреат Государственной премии РФ в области науки и техники, Совета Министров СССР, заслуженный деятель науки РФ (1997)[346]
- Полито, Джон (65) — американский актёр[347].
- Прини, Эмилио (73) — итальянский художник[348].
- Сарданашвили, Геннадий Александрович (66) — советский и российский физик-теоретик[349].
- Хаббард, Рут (92) — американский биолог[350].
- Хеллерман, Фред (89) — американский гитарист (The Weavers)[351].